# 東映アニメーション
東映アニメーション株式会社（とうえいアニメーション、英: TOEI ANIMATION CO., LTD.）は、日本のアニメ制作会社。東映の連結子会社で、テレビ朝日の持分法適用関連会社。日本動画協会正会員。現存する日本のアニメ制作会社としては最も歴史が古い。

## 沿革

### 1940 - 1960年代
東映動画（東映アニメーション）は、東映の長年に亘る教育映画活動から生み出されたものである。同社の教育映画事業は1947年1月に東映の前身である東横映画に開発部が設置されたことに始まる。開発部は16mmで製作した教育映画を農山漁村での巡回上映を行う「十六ミリ映写隊」などの活動を行い、常時120班ほどの上映班が全国を巡回し、「東横16ミリ」と呼ばれ親しまれていたという。終戦直後には講堂や映写機材も多くが戦災で不足していたことから、1940年代後半を中心に映画館への引率観覧が積極的に行われ、それは「映画教室」として全国的に波及していった。当時、この映画教育運動に最も積極的に取り込んでいたのは、後に東映動画に買収される日動映画社の前身、日本動画社と関係していた東宝教育映画部であった。
そこで主要なプログラムとして盛んに上映されていたのは、『捨て猫トラちゃん』や『ムクの木の話』といった短編アニメーションであった。教育映画と映画会社の関係は、東映のみならず、1910年代後半の国産アニメーションの登場直後から密接に関わり、日本製アニメーションも「教育映画のサブジャンル」という位置付けを強く担っていた。東映でも社長の大川博が教育映画に強い関心を寄せ、1954年に教育映画祭が開始されるなど、教育映画が社会的脚光を浴び始めたこともあり、同年9月、東映でも教育映画の自主製作を始めた。「十六ミリ映写隊」は「営業部十六ミリ映画課」と名称を変えていたが、1954年9月に設置された教育映画自主製作配給委員会での検討を経て「営業部十六ミリ映画課」は「十六ミリ映画部」として独立し、1955年6月に「教育映画部」と格上げされた。教育映画製作は興行映画に比して事業規模も低く製作費も安く抑えられていた。また劇映画が常設館での上映に対して、教育映画は学校や公民館などでの不定期な上映に依存していた。しかし当時は映画自体を教育上好ましくないとみなし、学童、学生の映画館入場に厳しい視線を向ける地域も少なくなく、特に当時の東映が得意としていた剣戟主体の時代劇は俗悪と見られがちで、これと対照的な教育映画を製作・配給することは、東映にとって社会的地位や評価の向上をもたらすもので、こうした背景から教育映画が劇場の上映プログラムに組み込まれるようになった。このような歴史を経て「教育映画部」の中でアニメーション映画が注目され、1955年3月31日に東映内で「漫画映画自主製作委員会」が開かれ、「十六ミリ映画部」による教育用のアニメーション映画『うかれバイオリン』の制作が決まり、日動映画へ製作が委託された。
日本動画株式会社は、1948年1月、政岡憲三、山本善次郎らにより設立され、設立当初は新宿の成城高校の空き教室約60坪を根拠地に制作が行われた。1952年8月、日動映画株式会社に商号変更していた。
ディズニーのアニメーションが日本で公開されたのは1950年で、『白雪姫』が最初であった。豊かな物語と縦横無尽に躍動するキャラクター、緻密な作画に極彩色に彩られた画面は、日本の観客に衝撃を与えた。手塚治虫は毎日映画館に通いつめ、繰り返し観たといわれる。ディズニーの長編は日本が戦時体制に入っていたため、日本では戦後に至るまで公開されず、『白雪姫』を皮切りに次ぎ次ぎとディズニーアニメが日本で公開された。ディズニー長編公開の意義は、アニメーションが商業的に成功し得ることを知らしめた点にあった。それ以前の国産アニメーションは、ほとんどが短編で、映画館での添え物的な扱いか、学校での視聴覚教育用などの配給に過ぎず、マーケットは零細であった。
1955年、日動映画の藪下泰司と山本善次郎が東映の今田智憲営業課長を訪ね、「自分たちは日動というアニメの会社を24、5人でやっているんだが、どうも難しい。協力してもらえないか」と相談があり、国際的な映像の仕事としての大きな可能性を感じた今田が大川博東映社長に「東洋のウォルト・ディズニーになりましょう」と進言し日動映画の買収を決めた。今田は東映の新規事業拡大に多く関わった重役であった。大川は映画はズブの素人で、映画にはあまり関心がなかったとされるが、教育事業には強い関心を寄せており、1955年10月完成の『うかれバイオリン』を大川が気に入り、日動映画の買収を決めたという。大川がアニメーションの参入にどれほど真剣であったかは、本人の発言や回想からははっきりしない。『白雪姫』の製作費は約148万8,000ドルと、昔も今も長編アニメの製作には莫大なお金も時間もかかることから、徹底的な低予算主義を進めた大川がディズニーを目指すとは考えにくいことから、1950年の黒澤明監督『羅生門』が第12回ヴェネツィア国際映画祭で金獅子賞を獲ったことで、劇映画に比べて無国籍性が強いアニメーションなら海外輸出ができるのではないかと考えたとする見方もある。
1956年1月、東映は東映動画の設立に向け「漫画映画製作研究委員会」を立ち上げ、委員長は大川社長で、副委員長・山崎季四郎、設立準備の実務担当委員として赤川孝一管理課長や、今田智憲営業課長らが任命された。ところが、事業計画案を巡り赤川と今田の意見が対立した。今田は「カラー長編制作に加え、ディズニー社を始めとするアメリカの長編アニメ制作会社と提携し、その制作技術を導入すること」「作品制作事業だけでなく、関連商品（版権商品）販売やテーマパーク運営など、広範囲にわたる事業展開を図るべし」「絶対に天然色で、長編漫画でなければ収入はあがらない」などと提案。今田は今日のキャラクター・ビジネスやマーチャンダイズに近い発想を既に持っていたが、結局赤川の教育映画部の意見が優先され、今田の意見は却下された。今田の意見を認めなかった山崎季四郎常務取締役（教育映画部担当）は、制作実態の把握から予算編成まで曖昧なまま見切り発車させた。いざ制作が始まると、制作コストは予算の2-3倍に膨張し、以降も赤字体質が常態化して行く。
同年8月、東映が日動映画を買収。日動映画は機材も少しで人員も30人で企業価値も低く、買収額は100万円と、東映にしては同社の買収は大したエポックでもなかった。東映動画の公式サイトの同社沿革でも日動映画の設立から歴史が始まっているが、東映動画にとっては日動映画が前身ということではなく、日動映画を買収したことにより、大川博や今田智憲、山崎季四郎、赤川孝一らが、教育映画のラインナップとバリエーションを充実化する手段としてアニメーション映画に注目する切っ掛けの一つになっただけに過ぎない。1956年8月1日、東映動画株式会社が発足した。設立に森康二、藪下泰司らも参加した。これ以前にも商業アニメーションは細々と存在したが、東映が買収したことで初めて日本のアニメーションに光が当たった。発足当時の35名の社員はほとんどが旧日動の社員で、会社住所も日動と同じ新宿区原町であった。東映動画の発足にあたっては短編・中編制作の事業計画のみが記載され、長編の記載はなかったが、もとは香港からの持ち込み企画であった『白蛇伝』の制作をスタートさせた。当時、日本国内にアニメーション制作会社はごく少なく、長編制作の経験もほとんどなかった中で、東映は日動映画を買収することによりアニメーション制作のノウハウを得ようとしたのである。
発足から4ヵ月後の1956年12月、まだ武蔵野の面影が残る閑静な東京都練馬区の東映東京撮影所南側に隣接してスタジオが完成。延建坪330坪。東映動画は1957年1月9日、この新スタジオに移転。日本に於ける本格的アニメーションの製作が開始された。スタジオ完成とともに新たに採用された東映動画第一期生の中には大塚康生、楠部大吉郎らがいた。スタジオ竣工時就業人員80人。また1958年から手塚治虫が『西遊記』の製作のために嘱託として参加している。1958年延建坪500坪。この時のノウハウが旧虫プロダクションで活かされることとなる。東映動画の遺伝子は後の日本のアニメーションの歴史に大きな影響力を持った。岡田茂は「東映が日本のアニメーターを養成したようなもの」と述べている。
新スタジオでは『白蛇伝』制作のためのスタッフ急増とCMフィルムの需要の増加に対応して同年末に第1次増設工事に着工して同年4月10日に竣工し、その2年後の1959年6月15日には第2次増設工事が竣工。延建坪850坪に拡大され。さらに『狼少年ケン』などのテレビアニメーション（テレビ漫画）の制作に対応するため1964年6月2日には第3次増設工事が竣工して現在のスタジオに成長した。
スタジオの完成によって長編アニメーション制作の体制が整い、まず手慣らしとして旧日動映画スタッフの指導の下で、1957年5月に初の短編作品『こねこのらくがき』を制作した。続いて1958年10月には『白蛇伝』を完成した。日本でテレビ放送が始まって5年8ヵ月後のことで、当時としては破格の製作費4000万円、製作期間9ヶ月を費やした。東映動画は「日本でもここまでできる」と後進を刺激し、家内制手工業の動画制作を近代産業に発展させ、同時に日本アニメーションの戦後を終わらせた。
藪下泰司は、日本の動画の正統が手工業的な日動映画から、近代的な東映動画に引き継がれていく中で、最も大きく変わったのが製作技術と述べており、「東映以前の漫画は、画家が描きながらアイデアを作っていた。そこには演出はなかった。画家にはカット割りとか、カメラアングルの定石も分からなかった。ところが企画・脚本・演出・原画という分化が行われるにつれて、アクションの設定なども入ってきて、動画が著しく映画的になった」などと論じている。動画の特徴として同じアイデアを二度繰り返すことができない、東映時代劇など、映画では監督と俳優を代えれば、同じことを繰り返すことができるが、動画はスターがいないため、繰り返しはできない。また製作期間が一年かかる動画はアイデアが古くなりやすいなどがある。その後、『わんぱく王子の大蛇退治』、そうして宮崎駿などの『白蛇伝』に影響を受けたスタッフらも制作に参加した『太陽の王子 ホルスの大冒険』、『長靴をはいた猫』などの長編作品を発表し、1960年代における東映動画の長編時代が築かれた。輸出向けに日本人の顔や言語のデメリットを克服する漫画映画は、子供向けの壁を超えて、家族映画のマーケットを確保していく。社員総数は1959年には250名にまで増えたが、そのうちCMアニメの制作に100名が従事しており、東映動画の主たる仕事は常にCMアニメの制作であった。
1961年に虫プロダクションが設立されると、手塚治虫にアニメ制作の才能を請われたアニメーターたちが虫プロにスカウトされたり、両方の作業をするという混乱期があった。虫プロは設立に当たり、人材の大半を東映動画からの引き抜きに依存した。東映動画という先行者がなしでは、虫プロも手際よく発足し、設立から一年半の間にテレビ漫画シリーズをスタートさせることはできなかった。一時期の虫プロは、東映動画のスタジオが一部分そのままそっくり移転したかのような様相を呈した。東映動画は作画関係者だけに限らず、演出家、美術家、カラープランナー、カメラマン、プロデューサーに至るまで抱えて育んでいたため、東映動画はアニメーション業界に、人材をつぎつぎと送り込む供給源になっていった。手塚も『西遊記』『シンドバッドの冒険』『わんわん忠臣蔵』の東映動画の製作に誘われ、実際の作業の現場を経験したことにより、アニメーション制作の意を強くした。東映動画に残ったクリエーターの多くは劇場公開アニメーションの制作など、東映動画の従来のアニメ制作の方針に拘った者であった。
当時、連続テレビ漫画番組は制作に占める人件費の割合が多く、テレビ劇映画に比べて三倍の制作費がかかるといわれ、毎週テレビ放送されるアニメシリーズの制作を企画したプロダクションやテレビ局はなかった。手塚は破格の安値で明治製菓に「鉄腕アトム」のスポンサーになってもらい、低い放映権料で番組制作を請け負った。赤字分は自分の漫画の収入で補填した。手塚は「漫画は本妻、アニメは愛人」と冗談半分に言った。このしわ寄せで「鉄腕アトム」の作業者（アニメーター）は徹夜に近い作業の連続。「アニメーターは低賃金で長時間労働、好きでなければやっていられない」という産業構造を生み、手塚アニメの安値受注が業界の水準となったため、後々までアニメ業界は受注金額が低く抑えられる状態が続くことになった。また「鉄腕アトム」の例から、漫画雑誌に掲載された漫画作品を元にすれば知名度の点から人気が取れることが分かり、動画の技術としては手抜きな作品であっても視聴率が取れるとされ、東映が劇場用で目指したのとは異なる種類のマーケットが確立し、拡大していくことになった。
『白蛇伝』の制作から、急ピッチに労働が強化され始めて、会社側も「7月までに仕上げぬと、日動の連中はクビだ」と暴言を吐いた。『白蛇伝』を機会に芸術家たちの団結が進み、1958年10月に密かに組合準備委員会が作られ、1959年3月25日、終業時間とともにスタジオを出た約140人は、練馬区医師会館に集合し、労働組合の結成大会がもたれた。当時のスタジオ・メンバーの大部分が参加したのに会社側はそれまで何も知らず、管理課長さえも「なぜこんなに早く帰るのか」と不思議そうな顔をしていたという。翌日、決議された要求は高橋勇（高橋秀行)東映専務兼東映動画所長に提出されたが、高橋所長は組合員全員を動画試写室に集めて「組合は認めない。そういう人はウチから出て行って欲しい」と頑迷さを丸出しにした。続いて組合幹部を呼び出し、一日中入れ代わり立ち代わりに動画幹部が詰問を行い、入社時の保証人を通じて反省を求め、各部課長が組合員の自宅を訪問して切り崩しをして回った。1959年3月28日に高橋所長が全員を集合させ「場合によってはスタジオを閉める。東映にとってはそれくらいは何でもない、東映にはそれくらいの金はある。半年ほど閉めて、新規採用者を再教育する」と圧力をかけてきた。これら一連の切り崩し策が成功したと見るや会社側は、最後に組合員の要求をすり替える方式を執って組合にトドメを刺した。会社側は「要求が通ればそれでいいのだろう。要求を聞こうではないか」と言い出し、稚い経験のない組合幹部たちは31項目の要求事項を会社に提出したが、「個人の事情を極端に無視した残業命令は出さないでほしい」「残業のときには、夕食を支給してほしい」「ラッシュを休憩時間に見せるのはやめて、作業時間中に見せてほしい」「昼休みの行動を制限しないでほしい」「課長の職権乱用を禁止してほしい」などと、他の大企業ではすでに姿を消しているような要求で、当時の東映動画の悪い労働条件が浮き彫りになった。女性社員は入社時に「子どもが産まれたら退職する」という誓約書を書かされていて、この誓約書の撤回に二年を要した。高橋所長はこれらの要求を受け取り、「要求は実行するが、労働組合は認められない。組合はやめて、社員懇談会を作れ。今回の問題で処分者は出さない。労組は大会を開いて解散すること」と逆要求をたたきつけ、すでに内部を切り崩されていた組合はもろくも崩れ去り、1959年3月31日朝、圧倒的多数で会社側の要求を飲んだ。"社員懇談会"の発案は大川博である。組合結成から僅か6日間であった。組合側にとっても、トレエスや彩色の主力である女性群は、経済的な要求があるわけではなく、管理者が"職権を乱用して"過度の親愛の情"を示すことに反撥を感じて組合を支持していたので、それさえ無くなればよいという考えだけで、組合に結集する意欲を急速に失った。会社側が強硬態度を執った背景には、労組ができることを極度に嫌ったという事情があった。東映は1958年5月にアメリカの動画製作会社・ヒッツ・インコーポレーテッドと3年の合作協定を結んでおり、同社の社長ハーマンは、ワーナー・ブラザースの動画部を作った人で、アメリカのメジャーとも関係が深く、労組の結成は合作協定に影響することを恐れたとされる。会社側は組合側の要求に対して「誠意をもってやる」と厳かに誓ったが、現実に一年間に挙げた成果は午後3時に休憩時間を15分獲得しただけであった。会社側はこの勝利をもとにさらに積極的に職場規律の確立と合理化を進めた。1961年7月19日に公開された『安寿と厨子王丸』のベタ褒め批評が『週刊〇〇』に載った。それを元組合員が職場に持ち込み、記事の余白に「マスコミがこういうふうに馬鹿だから、悪い映画が日本にはびこる」「バカがバカを呼び、一番バカを見るのはおれたちだ」などと落書きしていたら、たまたま会社の幹部に見つかり「会社の仕事にケチを付けた」と怒り、それをひったくって所長室に駆け込み、元組合員も殺気立って所長室になだれ込み、「返せ」「返さない」で大揉し、元組合員が『週刊〇〇』を取り返した。当時『シンドバッドの冒険』が製作進行中であったが、この作品に対しても会社側はかなり強硬な残業指令を出して来ており、この頃から動画の従業員は、激務から入院する者、辞めて行く者が相次いだ。
1961年秋に東映動画に正式に労働組合が結成され、1962年10月、東映東京撮影所の敷地内に置く東映動画、東映テレビ・プロダクションなどの組合員を糾合して全東映労連が結成される。過密労働と低賃金の改善という一般的な労組の目的の他、作品本数や出来高で賃金を払う契約者と呼ばれる個人請負の労働者の待遇改善、東映本社が企画権を握り、漫画映画らしい作品の企画とその制作が制限されている状況を打開したいなどの要求が増していく。1959年就業人員270人。1964年就業人員575人、売上約5億円。同年の東映は、就業人員2149人で売上約120億円。1963年頃から赤字を出し始めた。東映動画は1965年から以降、1991年までの26年間、正規社員を採用せず、その間の不足する人材を契約社員で埋めていく。結果、今日のように多種多様の雇用形態が存在することになった。アニメーションの制作は、実写作品より多くの人員と長期の期間を必要とするため能率が低い。不採算要因は他にもあるが、やはり人件費の問題は重く捉えられ、その後様々な対策が図られ、それは動画の職員たちに有形無形に波及した。時には様々な工夫を生み出し、或いは未解決のまま引き継がれ、場合によっては重大な破綻をもたらした。2019年度前期に放送された広瀬すず主演のNHK朝ドラ『なつぞら』では、組合運動は無視されたが、高畑勲と宮崎駿は仕事ではなく、組合活動を通じて交流するになったもので、1965年10月から1966年9月まで、宮崎が労組の第5代書記長、高畑が副委員長でコンビを組んだ。宮崎は東映での組合活動は意義深いものであったと後に回想し「自分の最終卒業校は東映動画労働組合。ここで勉強したことが役立っている」と話した。1960年代後半に奥山玲子が労組初代婦人部長。
1960年代はテレビの普及に伴い、劇場用アニメーションからテレビ用アニメーションへ主流が交代していった時代であったが、この時代にNET、東映動画にとって、ともに初のテレビオリジナルアニメ作品となる『狼少年ケン』や『魔法使いサリー』『ゲゲゲの鬼太郎』『ひみつのアッコちゃん』『タイガーマスク』などを手掛け、テレビ用アニメーションの市民権獲得に貢献した。東映動画がテレビシリーズ制作を開始した具体的な切っ掛けは、代理店業務の強化を図っていた東映商事（現・東映エージエンシー）が森永製菓のスポンサードを取り付け、東映動画に持ち込んだことにあった。『狼少年ケン』の成功は、東映商事にとっても明るい門出となった。これを切っ掛けに東映本社は、原価のかからない再映作品に、多少の経費でできるテレビアニメのブローアップ（画面の引き伸ばし）上映が、多額の経費が掛かる一般映画よりも興行収入が上がり、関連商品の売り上げも大きいことで、テレビアニメに映画興行の新たな商機を見出し、春、夏、冬の学校の長期間の休みには子供向けのまんが映画「東映まんがまつり」を製作、上映することを決めたといわれる。東映動画が主体的に関わった「東映まんがまつり」で育った親たちが、自分の子供たちを安心して連れて来れる「まんがまつり」に連れて行ったという評価もある。
『ガリバーの宇宙旅行』が製作された1965年2月から毎週テレビ番組『狼少年ケン』、当時興った忍者ブームの一翼を担った『少年忍者風のフジ丸』、『宇宙パトロールホッパ』の三本製作態勢に入ったため、業界関係者からは長編動画の製作は事実上終了だろうと見られた。時間も手間もかかる長編動画は群小プロには製作は不可能で、東映動画一社だけが長編動画の製作を続けていた。1965年に親会社である東映が定期採用を止めたことに倣い、東映動画も1965年を最後に正社員の定期採用を中止し、以降1991年まで26年間採用をしなかった。これに伴い、1965年から長編動画製作は、原則として正社員の作画職が従事し、テレビアニメ製作は、作業量に基づいて個人別に業務委託契約を結ぶ契約者が行うことが定められた。これはスポンサー動向からの影響を受けるテレビアニメ製作と違い、東映本社を発注元とする長編動画製作は、東映動画の経営能力を証明しなければならないという特徴を持つものであったからである。
東映本体は邦画市場の縮小に対し、1964年に東映娯楽版の制作を停止し、1965年から製作本数削減への対策として一本立て大作の強化を宣言した。しかしその第一弾『冷飯とおさんとちゃん』など数本の芸術映画が不入りに終り、館主会から「もっと娯楽作品に重点を」という意見が出たことから、従来の二本立て路線へ回帰した。東映動画の長編製作は、この方針のもとで再編を余儀なくされた。当時の東映動画の長編は8000万から9000万円の受注額で制作されていたが、これは劇映画の高い方の額に比肩する規模であった。こうして東映本体に本数削減と予算の引き締めが実施されたのに対し、東映動画の制作体制については、増産の実現と生産効率を上げることでコストを抑圧するという判断が下された。1966年（昭和41年）内に完成予定であった長編は『ふしぎな世界の大冒険』（『少年ジャックと魔法使い』）、『太陽の王子 ホルスの大冒険』と60分程度の中編「B作」であったが、長編2本は年内に完成しなかった。
この「B作」は白川大作の提言で、夏休みのまんがまつりから、長編動画の呼び名「A作」に対して、「A作」とTVアニメの中間に位置する「B作」と呼んだ60分前後の中編『サイボーグ009』がプログラムに加えられた。これが他作品と合わせて大ヒットしたことで、テレビアニメや人気漫画原作の低予算映画に観客のニーズが高いと判断され、長編動画の存在意義が激しく揺らいだ。長編動画の製作がなお続けられたのは、長編動画が日本の映画文化に果たした業績も極めて大きく、長編動画を楽しみにしている子供たちもいる、長編製作の火を消してはならない、長編動画は東映の良心、という考えが大川社長にあり、大塚康生は「大川社長は脚本もよく読んでなかったんじゃないかでしょうか。『君たち、任せたよ』という感じでね。これは作り手にとって一番いいタイプの経営者であり、一番怖い経営者でもある」などと話しているが、長編動画を含めた東映動画の赤字は大川が黙認することで不問に付されていたといわれる。1969年売上高約9億円、営業利益が約500万円。1970年から制作赤字が発生しはじめ、1971年からは連続して売上高の10％程度の赤字を発生させた。
東映動画の外部導入は1966年から始まる石ノ森章太郎とのコラボレーション『サイボーグ009』から漫画家との企画段階からの共同作業に至り、『仮面ライダー』の変身ブームや、永井豪とのコラボ『マジンガーZ』はロボットアニメの興隆を生み出した。白川大作東映動画企画課長がスタジオ・ゼロへ原案を発注し、1966年からスタートした『レインボー戦隊ロビン』は、鈴木伸一、石森章太郎、藤子不二雄、つのだじろうの売れっ子漫画家5人が企画を練ったもので、これが後の『秘密戦隊ゴレンジャー』に繋がる"戦隊物"のはじまりといわれる。同年5月からスタートした『海賊王子』で古谷徹が声優デビューした。12月からスタートした『魔法使いサリー』は、日本初の少女が主役のテレビアニメである（東映魔女っ子シリーズ第1作）。1968年1月スタートの『ゲゲゲの鬼太郎』は、原作者水木しげると話し合い、タイトルの変更を検討、内容も子供向けにソフトアレンジし、初めてフジテレビ（CX)と交渉した結果、放映に漕ぎつけたものであった。1969年には赤塚不二夫原作の『ひみつのアッコちゃん』『もーれつア太郎』や、『タイガーマスク』、1970年『キックの鬼』『アパッチ野球軍』などをスタートさせた。シリーズ初の東映動画オリジナル原作「東映魔女っ子シリーズ」第3弾『魔法のマコちゃん』で神谷明が声優デビューした。
東映アニメーションのマスコットキャラクターは、『長靴をはいた猫』・『ながぐつ三銃士』・『長靴をはいた猫 80日間世界一周』の主人公ペロである。

### 1970 - 1990年代
大川博が1971年8月に逝去し、後任として東映社長に就任した岡田茂は（同月兼東映動画会長）、躊躇なく赤字噴出の東映動画の経営改善に踏み切り、激しいリストラを敢行した。大川の後を継いだ岡田は大川時代・旧体制の産物を再審に付した。事業の多角化は大川時代から行っていたが、岡田は東映社長就任後の1972年6月に映画会社で初めて事業部制を敷き、邦画不況という当時の映画を取り巻く厳しい状況もあり、経営多角化をさらに推進させた。「独立採算制の強化と部内別収益性の高揚、権限の分割・委譲による事後処理の簡素化を促進」を目的とし、経営多角化の新規事業でサラ金や、葬儀屋、クラブ経営、出版事業（『テレビランド』など）、東映太秦映画村、アニメショップ（アニメポリス・ペロ）などに手を拡げる一方、東映動画などの既存の傍系会社にも自主独立の姿勢を求めた。岡田は東映動画労組との団交の席上「動画は東映のガンだ。ガンは放置しておいたら、やがて病巣は東映の全身に広がる。ガンは小さいうちに切開手術するのが医者（経営者）の義務だ」と発言し労組が猛反発した。当時東映は映画製作ではただ一社黒字を出していたが、岡田は赤字会社に350人もの従業員がいることを問題視し、このまま東映動画を放っておくと他のセクションに悪い影響が拡がると判断、「最悪の場合解散も止むをえない」という姿勢で対応を行った。岡田は恫喝、泣き落とし、逃走、俳優全員の前で土下座とあらゆる手を使って、専属契約を結んでいたベテランの時代劇俳優・脚本家・監督を根こそぎ切り、京都撮影所の従業員数を2100人から900人に減らしたこともある東映の長年の労務担当者でもあった。この頃長編動画の製作コストが上昇して作れば作るほど赤字を出していた。東映動画は累積で赤字を3億円出して倒産寸前であった。
東映労組（東制労）の強力な拠点となっていた東映動画には、責任者として行くことを皆嫌がったが、岡田はギブアップして病気療養中の高橋勇社長に替えて、元東映勤労部長で労務管理のベテラン・登石雋一を言い含めて東映動画の社長に据え、強硬なリストラを命じた。岡田はそれまで年二本制作されていた長編を年一作品に、年3シリーズだったテレビ作品を2シリーズに減らすという方針を打ち出し、従業員320名（うち契約者104人）のうち約半数の150人の希望退職を募集。希望者がない場合は指名解雇に踏み切る態度を匂わせ、また組合の強硬手段を計算に入れ、買い取り作品で番組編成を行うなど対戦の長期化に備えた。労組は激しく反発し、東映東京撮影所に機動隊が導入されるなど東制労闘争は激化、労使の間で団交が繰り返されたが、希望退職の募集は何度も延期され、のち5カ月間に及ぶロックアウトが敢行され、約120名が退職し東映動画は存続した。その後も訴訟紛争は続き、労使紛争は二年に及び、労使とも深い傷を残した修羅場の二ヵ年であった。当時の東映の主な赤字部門は、東映フライヤーズと東京タワー交通、ボウリング部門、東映動画の4つで、東映動画は関連会社で最も赤字幅が大きかったが、岡田は動画以外の3つを切り動画のみ残した。岡田が東映動画の独立採算体制を厳格に打ち出したことで、1971年の『どうぶつ宝島』で長編動画製作は終了。『太陽の王子 ホルスの大冒険』の制作遅延や興行不振で仕事を干していた高畑勲には演出の機会を与えず、岡田から退社勧告を受けた森康二ら、結果として長編を中心に自社で養成し活躍して来たクリエーターの多くは将来の展望を閉ざされ、他のプロダクションに移るなどで東映動画を去った。岡田、登石と1974年8月、後任として岡田から東映動画社長に抜擢された今田智憲の尽力により、1970年代はじめに3億円あった東映動画の累積赤字は一掃されて、1981年に東映動画は売上げ70億円、利益2億円を出すまで回復し、1990年半ばに東映グループの稼ぎ頭になった。登石、今田とその後の泊懋で、合計32年間動画の社長を務めた三人は、いずれも岡田から「お前、動画の社長やれ」と強要されたものであった。登石の前に大川博の指名で動画の社長を務めた高橋勇は、労働三法を全く知らず、労務管理の全然できない人で、行く先々で労使交渉に敗北して、にっちもさっちもいかなくなり、毎回岡田が尻拭いを行った。
1970年代に入ると、人気・制作本数ともに拡大し始めたテレビシリーズの制作に推されて、コストのかさむ劇場用長編作品の制作は縮小されていった。1971年よりテレビアニメ『アパッチ野球軍』からは青二プロダクションの所属声優を起用し、長年を通じて同社の所属声優が担当するケースは一部例外を除いて作品のほとんどに至るまで、現在もクレジットされる状態が続く。大手の制作会社というイメージが、仕事を安心して任せられる印象を放送局や広告代理店、出版社などに与えたこともあり、東映動画には週刊少年漫画誌原作のテレビアニメ制作の依頼が多く入るようになった。人気テレビアニメの焼き直しの方が独立した内容で単発の長編動画よりも利益幅が大きかった。岡田茂が各部門に経営の引き締めを強化したことも拍車をかけ、制作の中心はテレビシリーズへと移り、劇場用作品は漫画原作の「東映まんがまつり」が中心となり、さらに仮面ライダーシリーズのような実写ヒーロー物が「東映まんがまつり」に入るようになったことで東映動画の長編時代は1971年春の『どうぶつ宝島』を最後に終焉を迎えた。東映動画に特有の執着を持たない岡田体制では、コストの高いアニメーション映画製作の見直しが進んだ。制作本数の増加と労働争議の激化により1973年からは韓国への制作委託を開始した。国外発注の強化とともに、自社のスタジオ周辺に下請けプロダクションを増やして制作の下請け・外注化を進めた。
大川博の息子・大川毅と反りが合わずユニオン映画に行っていた今田智憲が、盟友・岡田茂に呼び戻され1974年に社長に就任。岡田が東映動画の整理で組合と大揉めしていた時期に、一度東映を出た人がまた帰ってくるとは、大川社長時代では考えられないことで、組合を抑えた岡田の力量も相当なものであるが、岡田としても今田が東映動画の再建に失敗するようであると自らの任命責任を追及されるところであった。今田は岡田との個人的親交によって、自らの裁量に基づいた独自の経営を可能にした。今田は1993年まで、歴代最長の20年間東映動画の社長を務め、この間一度も赤字を出すことなく、東映ビデオの社長も16年間兼任しながら大きな功績を残した。今田はそれまでの強硬路線と違い、柔軟路線をとり労組に対応。裁判での敗訴を予想し、和解交渉を持ち掛け、先のリストラ時の解雇者の中で裁判に訴えていた18名の解雇を取り消して労使は和解し、労組問題に揺れた東映動画を立て直す。続いて制作の赤字構造の改善に向けた経営方針として、東映動画の組織改編を行い、（1）版権ビジネス・キャラクター商品化の営業強化、（2）海外への販路拡大、（3）制作を下請け化して、その下請けプロを管理する、（4）海外にも下請けを拡大させる、（5）技術革新で省力化を図る、などを示した。その後に今田の施策は続々と実現されていった。
1972年に放映開始した永井豪とのコラボレーション『マジンガーZ』に始まる"巨大ロボットもの"で一時代を築いた。初期長編の朗らかな作品世界とは一変し、劇画タッチの荒々しいメカアクションは、超合金ロボットという玩具の分野を合わせて開拓し、男児向けアニメの一大ジャンルとなった。これ以前にも実写のキャラクター商品はあったが、アニメのテレビ放映に合わせてヒットしたキャラクター商品は『マジンガーZ』が初めてであり、これ以降、アニメ作品の二次利用（版権利用）が大きな収益を生むビジネスモデルとして定着した。またそれまではアニメが放映されて人気を博したところでキャラクター商品が投入されていたが、『マジンガーZ』では放映開始と同時に行なわれた。これはテレビ放映権料が値上がりしたため、それまでのお菓子メーカーなど子供向けアニメのスポンサー以外の業種にも広げてスポンサーを獲得せねばならなくなり、『マジンガーZ』の広告を担当した旭通信社が放映開始と同時にキャラクター商品を出すことを条件にスポンサーを納得させたものであった。アニメの歴史はビジネス面ではいかにして採算をとるかの挑戦でもあったが、良い作品を作っても採算が取れずに倒産した製作会社の多い中で、いち早く玩具メーカーと連携して関連グッズから利益を生み出すビジネスモデルを確立させた。
多くの場合、漫画家は主要なアイデアマンとして、基本的な設定やデザイン、ストーリーラインなどを提供し「原作者」としてクレジットされたが、テレビシリーズの具体的なストーリー展開には、東映動画やマーチャンダイジングを行うスポンサー側の意向も反映され、マンガを基にテレビシリーズが制作されるのではなく、アニメーション制作会社が漫画家やスポンサー、テレビ局や代理店などとともに共同で企画を立案、或いは漫画家側に企画案が提供されることもある。この無形の企画からテレビアニメ、玩具、マンガが派生する。また、東映テレビ事業部に新設されたテレビ関連事業室が企画編集に携わった雑誌『テレビランド』などのテレビ情報誌・児童誌で盛んに特集記事を載せ、出版社や漫画家に依存することなく、東映自体でメディアミックス展開をさせた。
東映の版権事業は1960年の『西遊記』が始まりとされ、以降も東映動画とテレビ部門の特撮テレビものなどで多くの人気商品を生んだが、今田の社長就任以降に版権事業は大きく伸長し、年々事業規模が拡大した。東映動画再建の大きな分岐点となったのは1975年に岡田が東映動画とテレビ部門など、東映グループの版権事業を東映本社に一括して集約しようとしたことであった。これらの制作事業はすべて東映本社を通して受注されていて、基本的に東映側に諸権利が集約されており、本来、拒否はできなかったが、今田が「それでは動画の自主的な経営が崩れる。版権は再建の生命線で渡せない」などと強く主張。この主張は岡田の掲げた独立採算制の発想とも合致し、また岡田との交友関係もあり、特撮ものや戦隊ものなどの実写番組の版権のみが東映本社に引き上げられ、東映動画の版権営業は維持されることになった。このとき版権事業を東映本体に取られていたら、東映動画の自主再建はできなかったかもしれない。
1976年に放映開始した『キャンディ・キャンディ』は高い視聴率を確保し、一年後の版権収入は11億5000万円を記録し、1981年に放映開始した『Dr.スランプ アラレちゃん』が視聴率30%を維持して突っ走ると、商品開発部の売上げは40億円を超えた。時代の流れを捉えた今田の動画事業の多角化展開は目論見通りの成果を生むようになった。
東映動画作品の海外販売は、当初からその成果を嘱望されたが、実際は長らく継続的な成果を上げられなかった。東映作品の海外展開が一定の成果を上げ始めるのは、1960年代半ばであるが、より拡充されたのは岡田茂体制下であった。1972年の東映洋画の設立で、映画輸入事業が本格的に開始され、東映国際部の事業が強化され、岡田が映連幹部として海外の映画祭や見本市などで日本代表団団長を務める機会も増え、洋画の買い付けも含め、カラテ映画や東映動画作品、特撮ヒーローものなどを自ら海外各国へ売り込んでいた。
今田は東映動画の創業時から、"アニメは日本の映像産業が世界に輸出し得る唯一の商品である"という考えを持っていたので、今田が社長に就任してようやく東映動画は海外の市場にも眼を向けていく方針となった。日本アニメの海外進出の推進役として陣頭指揮を執り、それまで東映本体が行っていた海外販売を1975年から新設した動画版権営業部に行わせて、東アジア、東南アジアを手始めとして欧州、アメリカなど、世界各国のテレビ・映画の見本市に毎年出展をした。今田みずから世界各地の映画祭や配給会社を訪ねて、日本アニメの輸出促進を働きかけ、フィルムの輸出と海外版権の販路拡張を推し進めた。
今田が有賀健や、林幸夫（東映国際部）らを連れて世界的マルシェ（フィルムマーケット）に出掛けたのは1976年のカンヌ国際映画祭が最初であり、ブースを確保して『マジンガーZ』などを展示したが、当時のヨーロッパにおける日本のアニメの認知度は無であった。そのため誰も寄り付かず、相手にもされず、「アニメは世界の共通語」と意気込んで出掛けた今田たちはショックに打ちひしがれてブースに坐り込んだ。既に「鉄腕アトム」や「マッハGoGoGo」などがアメリカでもテレビ放送され、その他にも輸出されたアニメは多々あったが、全体的には1970年代前半まで日本製のアニメは漫画と同様に、ほとんどの海外の国からは相手にされていなかった。今田や有賀らはヨーロッパのテレビ局に何度も売り込みに行っては門前払いを食らった。それでも懲りずに毎年売り込みを繰り返すうちに認知は広がっていき、ヨーロッパにおいて東映アニメが最初に受け入れられたのは、当時放送番組コンテンツが不足していたフランスやイタリア、スペインであった。1978年7月にフランスアンテンヌ2で『キャンディ・キャンディ』と『UFOロボ グレンダイザー』（『Goldorak』）が放映されて高視聴率を獲得し、それが突破口となった。『マジンガーZ』はイタリアやスペインで人気を博した。当初夏休みだけの予定が、子供たちの心を捉え平均70％の高い視聴率を獲得し、1979年1月まで延長。キャラクターグッズも飛ぶように売れ、主題歌はフランス国内で記録的ヒットとなった。また、1978年にフランスとイタリアで改題されて放送された『UFOロボ グレンダイザー』は最高視聴率80%を記録して社会現象になった（UFOロボ グレンダイザー#日本以外での放送）。同作はイタリア、フランスのみならず1979年からシリア、ヨルダン、エジプト、クウェート、イラクなどのアラブ諸国でも大人気を博した。1977年にはアメリカのマテル社から『SHOGUN WARRIORS』として『UFOロボ グレンダイザー』や『超電磁ロボ コン・バトラーV』『闘将ダイモス』『勇者ライディーン』『超電磁マシーン ボルテスV』『ゲッターロボ』などのポピー製超合金やポピニカなどロボット人形が発売された。合わせてマーベルが『ショーグン・ウォリアーズ』のコミックスを発行した。また『キャンディ・キャンディ』も1978年9月から『Candy』というタイトルでフランスアンテンヌ2のプライムタイムに放送されて人気を博した。1980年代にはメキシコ、ベネズエラなど中南米諸国、イタリア、スペイン、カナダなどでも放映され、各国の少女たちを虜にした。1970年代から1990年代の半ばにかけて日本のアニメがヒットしたのはフランス、イタリア、スペインなど欧州ラテン圏だけで、イギリス、ドイツ、北欧など、言語文化が中心のアングロ・ゲルマン圏では、漫画やアニメには抵抗があり、個人主義で家族関係が冷めているとされて、ほとんど放送されなかった。またヨーロッパで日本アニメの熱が一気に上がらなかったのは、ヨーロッパは商品規制が厳しく、日本のキャラクター商品が入り込めず、テレビ放映の人気に限られたからで、子供たちの人気になかなか火が着かなかった。1990年にフランスで規制が外れると『聖闘士星矢』（『星座の騎士』）から、テレビとマーチャンで一挙に大展開し、『ドラゴンボール』が続き、海外市場を切り拓いていった。それ以降も自社制作作品の日本国外への売り込みを積極的に行った。特に『UFOロボ グレンダイザー』、『キャンディ・キャンディ』、『ドラゴンボール』、『美少女戦士セーラームーン』は世界各国で放送され、日本のアニメ輸出に弾みをつけた。
東映および、東映と『仮面ライダー』から商品開発を連動させてきたバンダイなどに莫大な利益をもたらした『パワーレンジャー』の仕掛人・ハイム・サバンは、『マジンガーZ』か『UFOロボ グレンダイザー』が、フランスで初めて放送された際に、音楽の一部入れ替えが行われ、これを担当したプロデューサーがフランス在住時のサバンで、子どもを対象にしたビジネスは国を超えて全世界で商売になると見てとったサバンは、アメリカ移住後も東映とビジネスを続け、東映の特撮番組を購入し、全米ネットワークに挑戦したが、アメリカは子どもの教育問題や暴力シーンの規制が厳しく、何度も失敗しながら『パワーレンジャー』でようやく長年抱き続けた夢を果たしたものであった。『パワーレンジャー』のベースとなった『恐竜戦隊ジュウレンジャー』の「原型を残すから作り変えさせてくれ」というサバンからの要望を認めたのは当時東映会長の岡田である。また『パワーレンジャー』の1993年からのフォックス・テレビネットワークを通じての全米放映は、岡田と20世紀フォックスの長い間の協力関係が実を結んだもので、1993年7月12日に、東映と20世紀フォックスとの間で、フォックス作品の長期間国内独占テレビ配給およびテレビ映画の共同製作に関る契約という東映国際化の一環として、岡田が先行投資を締結した際の契約の一つであった。フォックスとの共同会見で岡田は「これまでウチがFOX映画の数々のヒット作を独占的にテレビ配給して成功を収めてきた。この実績をもとに今回、FOXの全ての作品を配給する契約を結んだ。FOXの会長であり最高責任者のマードックは、7年前にお会いしたとき意気投合し、一緒に仕事をやろうと話し合った昵懇の仲で、今回の契約が成立した。『恐竜戦隊ジュウレンジャー』のアメリカでの放映も決まり、大いに期待される」などと話した。岡田はマードックや孫正義とも親しく、1996年11月に来日したディズニーを含むハリウッド最強代理人・マイケル・オーヴィッツは「数分でも会えれば奇跡」と面会希望者が殺到したが、そのオーヴィッツからの「会いたい」という申し出に「時間が合わない」と袖にしたこともある日本のエンターテインメント業界では数少ないメディア通の一人でもあった。
将来を見据えたコンピュータの導入では1974年、社内にプロジェクトチームを作り、1977年正式に技術委員会プロジェクトを発足させた。これが同社のデジタル化（デジタルアニメ）の切っ掛けとなる。国内大手家電メーカーと連携して研究開発に取り組んだが、1980年代に於いては初期費用、ランニングコストも天文学的な数字にのぼり実現できなかった。しかし1990年代に入ってパソコンの性能が飛躍的に向上し価格もどんどん下がり、1992年の『北斗の拳』のゲーム用データ作成を手始めに、一部実験的に試用を始め、1997年『ゲゲゲの鬼太郎 第4シリーズ』4月放映分からデジタル制作に完全に切り替えた。それまで熟練した職人芸が要求された工程を全て画面上で処理するシステムの稼働で、これが日本アニメのデジタル化第一作である。
また、1970年代後半から劇場用・テレビ用アニメーションの製作だけでなく活動領域を拡げ、スーパーマーケットや遊園地、ホテルなどでのイベントに積極的にコミットし、各種キャラクター商品やイベントを通じ、市民生活に溶け込み、新たなファン層を獲得した。レジャーメディアでの開発は、1976年の三重県桑名市ナガシマスパーランドに於ける「マジンガーZロボット館」でのスペース構成が最初といわれる。これによりアニメーションの製作のみならず、映像が生み出すキャラクターを主体とした関連事業が拡大した。1987年はイベント関連売上げが売り上げが約40億円になった。イベント関連事業は東映本社映像事業部、映画村エンタープライズと共にその中核として、北九州市のスペースワールドの施設計画の立案などを手掛けた。またマーチャンダイジング営業強化の施策では、制作部門に対して付帯・関連部門を強化し、関連部門の売り上げが全体の60 - 70%を占めるようになり、制作の差損を営業によって埋め合わせる仕組みを作った。1990年代に手掛けた『美少女戦士セーラームーン』のキャラクター商品は、1995年時点で1000アイテムを超えた。これらは今田が長い期間、営業体制の強化を計り実効を上げたものであった。同社の版権事業は1960年の『西遊記』から始まっており、この分野も日本に於ける草分けであった。1987年には年間売上げ155億円を記録。
1977年11月、東映はマーベル・コミックと、スパイダーマンなどの日本における版権業務の契約を締結。翌1978年に東映側のキャラクターをマーベルを通じてアメリカに紹介した。マーベルは1988年まで多くの作品を東映動画に発注し続けた。
中国文化大革命終結後の1979年秋に、岡田茂日本映画製作者連盟会長と徳間康快らの尽力で、中国で初めて日本映画祭が開催され、東映は中国で初めて上映されたアニメーション映画といわれる『龍の子太郎』を出品した。映画祭の準備段階で、当時中国がアニメ制作に力を入れていたことから、岡田が徳間に橋渡しを頼み、代表団に中国のアニメーションと手を組んで一緒に仕事をしたいと頼んだら、中国から東映動画と組みたいと返答があり、中国に招待されたため、今田がスタッフを連れて訪中し、従来韓国で行っていたアニメ制作の下請けを中国にやってもらおうと、1979年からアニメ制作の下請けを中国に移した。1983年には日本で人気を博した『一休さん』の第1話から52話が、遼寧児童芸術劇場の翻訳で『聪明的一休』というタイトルで中国本土の遼寧テレビにて始まり、以降中国全土40以上の省、市のテレビ局で放映され大人気を博し、1988年に52話から104話、1997年に声優を大幅に替えて105話から156話まで翻訳制作された。『一休さん』は、香港、台湾、タイでも国民的大ヒットとなり、東アジア地域で大きな足跡を残した。『聪明的一休』の後『花の子ルンルン』が広東テレビで中国本土に紹介され、台湾電影電視公司で吹き替えられたアニメ『花仙子』が、1984年12月12日から江蘇テレビで初放送され中国で一大センセーションを巻き起こし、数え切れないほどの少女たちを魅了した。
1980年代以降は、東映の屋台骨を支えていく存在になった。1981年より新人採用を再開させる。大川時代から変わって、岡田＝今田時代の東映動画は、"アニメーションの総合商社"として第2の創業といえるものであった。
1966年から放送された日本初の少女向けアニメ『魔法使いサリー』は"魔女っ子もの"というジャンルを開拓し、この流れは『ひみつのアッコちゃん』などの"変身もの"へ繋がり、その系譜は『美少女戦士セーラームーン』や『プリキュア』などに受け継がれた。魔法使いの少女アニメと変身して敵を倒すヒーローアニメ、人気の二大路線を東映動画が合体させたのが『美少女戦士セーラームーン』。世の女の子を夢中にさせた同作は"女の子の独立宣言"とも評され、海外50か国で放映された。同シリーズの版権売上高は「ドラゴンボール」シリーズと同程度の3000億円に達した。"女子向けアニメ"を確立したのも東映動画であった。
1980年代以降は『Dr.スランプ アラレちゃん』『キン肉マン』『北斗の拳』『ドラゴンボール』『スラムダンク』『ONE PIECE』と立て続けに『週刊少年ジャンプ』作品をアニメ化、"ジャンプ黄金時代"を併走した。
『ドラゴンボール』はフランスの『ABプロダクション』がライセンスを獲得し、1988年3月2日からTF1の番組『クラブ・ドロテ』で放送し大ヒット。フランスはヨーロッパで最初に『ドラゴンボール』を放送した国で、日本以外では香港やタイと並んで最初に放送した国の一つだった。ABプロダクションはその後『ドラゴンボール』をスペイン（1989年3月2日から『Canal Sur』というタイトルで）やイタリア（1989年『Junior TV』というタイトルで）などの他のヨーロッパ諸国にも輸出し、それぞれの国で人気を集めた。
1992年、フィリピンに地元企業EEIとの合弁でEEI-TOEI Animation Corp.を設立。これによりコスト的に日本国内とほぼ変わらなくなった韓国に代わりフィリピンへの制作委託体制が確立した。1996年、東映グループにおける大人事改革の影響でそれまで継続していたテレビアニメ作品の全てを一旦終了。
1995年、人材育成を目的として東映アニメーション研究所を開設。ディレクター・アニメーター・美術デザイナー・CGクリエーターの研究生募集を開始（現在は閉所）。1998年、東映アニメーション株式会社に商号変更した。

### 2000年代以降
2000年、ペンタブレットによる作画工程のデジタル化システムを導入。同年、フィリピンおよび日本国内の制作プロダクションを光ファイバー通信で結ぶ「東映アニメ製作ネットワークシステム」の運用を開始。これにより素材の輸送にかかる時間を大幅に短縮。生産性を大幅に向上させることに成功し、テレビシリーズ・劇場作品をあわせ現在に至るまで業界最多クラスの制作本数を維持している。
2003年に大泉スタジオ内に東映アニメーションギャラリーを開館。歴代作品がパネルで展示されているほか、時期により特定の作品にクローズアップした企画展が行われている。入場料は無料であるが、社屋内に立ち入ることになる関係上、入館の際は守衛に申し込んで手続きする必要があった。2003年頃の従業員は動画制作部門に170人、CM制作部門に90人、それに事務部門を加え約300人である。
2006年には幻冬舎と共同でアニメや映画とは異なる映像カテゴリー「画ニメ（がにめ）」レーベルを立ち上げる。
2013年7月16日、営業・管理部門および子会社である東映アニメーション音楽出版のオフィスを神楽坂（新宿区横寺町）から中野セントラルパークイースト（中野区中野）に移転した。2014年には株主総会での承認を得た上で登記上の本店を実質的な本社機能のある中野オフィスに移したほか、同年9月より老朽化した大泉スタジオの建て替えを含めた敷地内の全面リニューアルを行うため、大泉スタジオの機能を2017年頃まで約3年間、練馬区光が丘に一時移転した。大泉の新スタジオは2017年8月に竣工し、2017年末に引っ越し作業を行った上で2018年1月より稼働を開始している。大泉スタジオ内にあった東映アニメーションギャラリーについても同年9月23日より長期休館に入っていたが、2018年7月28日に東映アニメーションミュージアムとしてリニューアルオープンしている。

## 特徴
東映アニメーションには、撮影所長以下スタッフ自ら「活動屋」と称する東映流映画づくりのポリシーと、日本のアニメーションの良質な部分を引き継いだ日動の技術の双方が濃厚に継承されている。双方は後の作品にも影響を与えた。アニメ版『タイガーマスク』の演出家は、大半が東映京都撮影所をリストラされて東映動画に移籍したルサンチマンたちで、現場上りの荒くれ者たちが、時代劇やギャング映画、任侠映画の世界観をそのまま子供番組に持ち込んだものであった。津堅信之は「東映アニメが最も得意にしてきた分野の一つがアクションものだった。東映アニメのアクション作品は幅広い世代から支持されて長期放送を続け、子ども世代がどんどん更新されても人気を維持してきた。それは誰もが原始的に希求し、期待している"心のヒロイズム"を描き続けてきたからである」などと評価している。
実写映画の制作スタイルを踏襲し、劇場作品を「長編」、テレビシリーズを劇場作品の短編と捉えて「短編」と呼ぶ。短編作品では各話の担当演出が事実上の監督であるとの考えからシリーズ全体での監督職の表記はなく、シリーズ全体の統括職として他社制作アニメの監督よりも権限の弱い「シリーズディレクター」および「チーフディレクター」の役職を設置する。音響監督はおいておらず、基本的に各話の演出担当者が行う。そのため、他社に比べて負担が多大になるが、その補佐をする役職として演出助手を設置している。演出助手が制作進行（東映では「製作進行」と表記）を兼任する場合は「演助進行」と呼ばれる。制作進行の担当は作画までであり、仕上や美術の各工程それぞれに進行担当者が設置される。また、背景や美術も美術担当が各話ごとに設置されており、またスクリプターが設置されており映画会社母体の特徴が見られる。プロデューサーに転向した演出家もおり、作品によってはプロデューサーが演出に携わるケースもある。
東映アニメーションが制作した日本の民間放送向けのテレビアニメにおいて、基本的に親会社の東映本体も主要製作事業者として関わっていることがほとんどだが、日本放送協会（NHK）製作番組では東映本体自体は製作協力のクレジット表記に留まり、ウォルト・ディズニー・ジャパンなどとの共同製作作品や、海外向け作品に関しては、東映本体は製作に一切関与していない。映画作品に関しても多くは東映が配給しているが、2000年代後半以降は、小規模上映作品を中心に姉妹企業の東映ビデオやティ・ジョイが配給している作品も目立つようになっている。
過去に制作した作品のリメイクを放送することも東映アニメーションの特徴であり、1980年代は『ゲゲゲの鬼太郎』（第3作）、『ひみつのアッコちゃん』（第2作）、『魔法使いサリー』（第2作）、1990年代は『ゲゲゲの鬼太郎』（第4作）、『キューティーハニーF』、『ひみつのアッコちゃん』（第3作）、『ドクタースランプ』、2000年代は『ガイキング LEGEND OF DAIKU-MARYU』、『祝!(ハピ☆ラキ)ビックリマン』、『ゲゲゲの鬼太郎』（第5作）、2010年代は『ゲゲゲの鬼太郎』（第6作）、2020年代には、『デジモンアドベンチャー:』、『ドラゴンクエスト ダイの大冒険』（第2作）をそれぞれ制作した。また、『ドラゴンボールZ』を再編集した『ドラゴンボール改』を制作している。
各作品のエンディングのクレジットに「協力：青二プロダクション」とあるように、同社との関係が深く、かつては青二プロダクションの所属声優を独占的に起用した作品がほぼ全てであったが、1990年代後半以降は東映アカデミーを中心にキャスティングマネージメントを実施する作品もある。東映アカデミーの解散後は、東映東京撮影所マネージメント部がキャスティングマネージメントを引き継いでいる。
長期に渡って放送されている一部の作品ではストーリーの展開や設定を刷新し、番組終了後もタイトルを変更する形で次週以降も放送を継続した例が多い（例：『ドラゴンボール』→『ドラゴンボールZ』など）。そのため、番組タイトルを変更せず10年以上継続して放送しているアニメは『ONE PIECE』のみとなっている。
テレビ放送に関しては、同社作品のレギュラー放送枠を複数持っており、テレビシリーズの作品の大半は東映レギュラー枠で放送される。ただし、資本関係を有するテレビ朝日・フジテレビとの制作作品は、一時全国同時スポンサードネット番組としての放映が途絶えていた時期があった。
集英社の少年雑誌『週刊少年ジャンプ』との結びつきも強く、1981年に製作された『Dr.スランプ アラレちゃん』以降は継続的にジャンプ作品のアニメを製作しており、毎年年末に開催されるジャンプフェスタには東映アニメーションのブースが設置されるなど、「東映アニメーション＝少年ジャンプ作品」を連想する人も多い。澤井啓夫は自身の作品である『ボボボーボ・ボーボボ』のアニメ化に際して、「アニメ化の話で一番嬉しかったのは、（自身がファンであった）『キン肉マン』と同じ東映アニメーションが製作を担当すること」とコメントしている。
1986年から1993年まではショウエイシステムの開発のもとでゲームソフトの販売を行っていたことがあり、看板作品の『北斗の拳』シリーズを筆頭に、『仮面の忍者 赤影』などの自社版権作品以外にも、『スケバン刑事III』（東映）や『もっとあぶない刑事』（セントラル・アーツ）などの東映グループにおける外部企業の版権作品や、『バルトロン』や『ファイティングロード』などのオリジナル作品も携わっていた。東映動画自体がゲーム事業からの撤退と引き換えにショウエイシステムが自社によるゲームの販売に参入しており、同社の自社販売第1作となる『松村邦洋伝 最強の歴史をぬりかえろ!!』は元々東映動画による販売を目的に開発したものとなっていた。中でもパチンコシミュレーターの『HEIWAパチンコワールド』はシリーズ化し、1999年まで存続した。その後、2010年の『こえであそぼう! ハートキャッチプリキュア!』で17年ぶりにゲームソフトを販売。2014年にはスマートフォン向けのオリジナル作品ゲーム『円環のパンデミカ』を自社内で企画し、同年5月からサービスを開始した。その後も自社のIPを活用、育て広げることを主眼としてゲームを始めとするデジタルコンテンツ事業に注力しており、2024年9月には『ゲゲゲの鬼太郎』を元にしたホラーゲーム『ノロイカゴ ゲゲゲの夜』をトイジアムと共同開発しインディーゲーム市場に参入すると発表している。
編集・音響制作などのポストプロダクションに100%子会社のタバックを起用している。録音業務も新宿区内のビルにあったタバックの本社スタジオで主に行っていたが、ビルの老朽化により現在は録音スタジオを東映デジタルセンターに移し、音響制作は引き続きタバックが担当している。長年存在しなかった撮影監督、音響監督を設置するようになり、2014年以降からエンディングでクレジットされることが多くなった。ただし、音響監督はかつてと同様に設置しない場合もあり、2016年から2017年頃に廃止された。『うちの3姉妹』のように、完全に他社に音響制作や録音・編集作業を委託した例もある。

## 作品履歴

### テレビアニメ（連続物）

#### 1960年代
| 開始年 | 放送期間          | タイトル                      | 備考                                            |
| ------ | ----------------- | ----------------------------- | ----------------------------------------------- |
| 1963年 | 11月 - 1965年8月  | 狼少年ケン                    |                                                 |
| 1964年 | 6月 - 1965年8月   | 少年忍者風のフジ丸            |                                                 |
| 1965年 | 2月 - 11月        | 宇宙パトロールホッパ          | 後に「パトロール・ホッパ 宇宙っ子ジュン」に改題 |
| 1965年 | 11月 - 1966年4月  | ハッスルパンチ                |                                                 |
| 1966年 | 4月 - 1967年3月   | レインボー戦隊ロビン          |                                                 |
| 1966年 | 5月 - 11月        | 海賊王子                      |                                                 |
| 1966年 | 12月 - 1968年12月 | 魔法使いサリー（第1作）       | 東映魔女っ子シリーズ                            |
| 1967年 | 4月 - 10月        | キングコング                  | 共同制作:ビデオクラフト                         |
| 1967年 | 4月 - 9月         | 1/007親指トム                 | 共同制作:ビデオクラフト                         |
| 1967年 | 7月 - 9月         | ピュンピュン丸（第1期）       |                                                 |
| 1968年 | 1月 - 1969年3月   | ゲゲゲの鬼太郎（第1作）       |                                                 |
| 1968年 | 4月 - 9月         | サイボーグ009（第1作）        |                                                 |
| 1968年 | 4月 - 9月         | あかねちゃん                  |                                                 |
| 1968年 | 10月 - 1969年9月  | 佐武と市捕物控                | 共同制作:スタジオ・ゼロ・虫プロダクション       |
| 1969年 | 1月 - 1970年10月  | ひみつのアッコちゃん（第1作） | 東映魔女っ子シリーズ                            |
| 1969年 | 4月 - 1970年12月  | もーれつア太郎（第1作）       |                                                 |
| 1969年 | 10月 - 1971年9月  | タイガーマスク                |                                                 |
| 1969年 | 12月 - 1970年3月  | ピュンピュン丸（第2期）       |                                                 |
| 1969年 | - 1970年          | 進めや進め!スモーキー         | 共同制作:ランキン/バスプロダクション            |

#### 1970年代
| 開始年 | 放送期間          | タイトル                        | 備考                                   |
| ------ | ----------------- | ------------------------------- | -------------------------------------- |
| 1970年 | 10月 - 1971年3月  | キックの鬼                      |                                        |
| 1970年 | 11月 - 1971年9月  | 魔法のマコちゃん                | 東映魔女っ子シリーズ                   |
| 1971年 | 10月 - 1972年3月  | さるとびエッちゃん              | 東映魔女っ子シリーズ                   |
| 1971年 | 10月 - 1972年3月  | アパッチ野球軍                  |                                        |
| 1971年 | 10月 - 1972年9月  | ゲゲゲの鬼太郎（第2作）         |                                        |
| 1971年 | 10月 - 1972年3月  | 原始少年リュウ                  |                                        |
| 1972年 | 4月 - 12月        | 魔法使いチャッピー              | 東映魔女っ子シリーズ                   |
| 1972年 | 7月 - 1973年3月   | デビルマン                      |                                        |
| 1972年 | 12月 - 1974年9月  | マジンガーZ                     |                                        |
| 1973年 | 1月 - 9月         | バビル2世（第1作）              |                                        |
| 1973年 | 4月 - 10月        | ミクロイドS                     |                                        |
| 1973年 | 10月 - 1974年3月  | ミラクル少女リミットちゃん      | 東映魔女っ子シリーズ                   |
| 1973年 | 10月 - 1974年3月  | ドロロンえん魔くん              |                                        |
| 1973年 | 10月 - 1974年3月  | キューティーハニー              |                                        |
| 1974年 | 4月 - 1975年9月   | 魔女っ子メグちゃん              | 東映魔女っ子シリーズ                   |
| 1974年 | 4月 - 1975年5月   | ゲッターロボ                    |                                        |
| 1974年 | 9月 - 1975年9月   | グレートマジンガー              |                                        |
| 1974年 | 10月 - 1975年9月  | カリメロ                        |                                        |
| 1975年 | 4月 - 9月         | 少年徳川家康                    |                                        |
| 1975年 | 5月 - 1976年3月   | ゲッターロボG                   |                                        |
| 1975年 | 10月 - 1976年8月  | 鋼鉄ジーグ                      | マグネモシリーズ                       |
| 1975年 | 10月 - 1977年2月  | UFOロボ グレンダイザー          |                                        |
| 1975年 | 10月 - 1982年6月  | 一休さん                        |                                        |
| 1976年 | 4月 - 1977年1月   | 大空魔竜ガイキング              |                                        |
| 1976年 | 4月 - 9月         | マシンハヤブサ                  |                                        |
| 1976年 | 9月 - 1977年6月   | マグネロボ ガ・キーン           | マグネモシリーズ                       |
| 1976年 | 10月 - 1979年2月  | キャンディ・キャンディ          |                                        |
| 1977年 | 2月 - 9月         | ジェッターマルス                | 制作協力:マッドハウス                  |
| 1977年 | 3月 - 1978年3月   | 惑星ロボ ダンガードA            |                                        |
| 1977年 | 7月 - 1978年3月   | 超人戦隊バラタック              | マグネモシリーズ                       |
| 1977年 | 9月 - 1978年8月   | アローエンブレム グランプリの鷹 |                                        |
| 1978年 | 3月 - 1979年2月   | 宇宙海賊キャプテンハーロック    |                                        |
| 1978年 | 4月 - 1979年6月   | SF西遊記スタージンガー          | 後に「SF西遊記スタージンガーII」に改題 |
| 1978年 | 9月 - 1981年3月   | 銀河鉄道999                     |                                        |
| 1978年 | 11月 - 1979年12月 | キャプテン・フューチャー        |                                        |
| 1979年 | 2月 - 1980年2月   | 花の子ルンルン                  | 東映魔女っ子シリーズ                   |
| 1979年 | 7月 - 8月         | SF西遊記スタージンガーII        |                                        |
| 1979年 | 9月 - 1980年3月   | 円卓の騎士物語 燃えろアーサー   |                                        |

#### 1980年代
※は国際映画社、○はサンボウ・プロダクションやマーベル・プロダクションと共同制作。☆は東映本社企画作品。
| 開始年 | 放送期間          | タイトル                                    | シリーズ ディレクター      | 備考                                             |
| ------ | ----------------- | ------------------------------------------- | -------------------------- | ------------------------------------------------ |
| 1980年 | 2月 - 1981年2月   | 魔法少女ララベル                            | N/A                        | 東映魔女っ子シリーズ                             |
| 1980年 | 4月 - 9月         | 燃えろアーサー 白馬の王子                   | N/A                        |                                                  |
| 1980年 | 7月 - 1981年4月   | がんばれ元気                                | N/A                        |                                                  |
| 1981年 | 3月 - 1982年2月   | ハロー!サンディベル                         | N/A                        |                                                  |
| 1981年 | 4月 - 10月        | めちゃっこドタコン                          | しらとたけし               | ※                                                |
| 1981年 | 4月 - 9月         | 若草の四姉妹                                | N/A                        | ※                                                |
| 1981年 | 4月 - 1986年2月   | Dr.スランプ アラレちゃん                    | N/A                        |                                                  |
| 1981年 | 4月 - 1982年3月   | 新竹取物語 1000年女王                       | 西沢信孝                   |                                                  |
| 1981年 | 4月 - 1982年1月   | タイガーマスク二世                          | N/A                        |                                                  |
| 1981年 | 10月 - 1982年5月  | ハニーハニーのすてきな冒険                  | しらとたけし               | ※                                                |
| 1981年 | 10月 - 1982年6月  | 銀河旋風ブライガー                          | N/A                        | J9シリーズ、※                                    |
| 1982年 | 1月 - 1983年2月   | あさりちゃん                                | 葛西治                     |                                                  |
| 1982年 | 3月 - 1983年3月   | 機甲艦隊ダイラガーXV                        | N/A                        | ☆                                                |
| 1982年 | 4月 - 1983年5月   | パタリロ!                                   | N/A                        | 後に「ぼくパタリロ!」に改題                      |
| 1982年 | 5月 - 12月        | 魔境伝説アクロバンチ                        | N/A                        | 途中から、※                                      |
| 1982年 | 7月 - 1983年3月   | 銀河烈風バクシンガー                        | N/A                        | J9シリーズ、※                                    |
| 1982年 | 7月 - 1984年8月   | The・かぼちゃワイン                         | N/A                        |                                                  |
| 1982年 | 10月 - 1983年3月  | わが青春のアルカディア 無限軌道SSX          | N/A                        |                                                  |
| 1983年 | 3月 - 1984年1月   | 愛してナイト                                | 葛西治                     |                                                  |
| 1983年 | 3月 - 1984年2月   | 光速電神アルベガス                          | 森下孝三                   | ☆                                                |
| 1983年 | 4月 - 1986年10月  | キン肉マン                                  | 山吉康夫 川田武範 今沢哲男 |                                                  |
| 1983年 | 5月 - 1984年1月   | ストップ!! ひばりくん!                      | 久岡敬史                   |                                                  |
| 1983年 | 5月 - 10月        | ベムベムハンターこてんぐテン丸              | 設楽博                     |                                                  |
| 1984年 | 2月 - 1985年2月   | 夢戦士ウイングマン                          | 勝間田具治                 |                                                  |
| 1984年 | 3月 - 1985年3月   | とんがり帽子のメモル                        | 葛西治                     |                                                  |
| 1984年 | 3月 - 1985年2月   | ビデオ戦士レザリオン                        | 森下孝三                   | ☆                                                |
| 1984年 | 3月 - 1985年3月   | Gu-Guガンモ                                 | 新田義方                   |                                                  |
| 1984年 | 9月 - 1986年1月   | 戦え!超ロボット生命体トランスフォーマー     | 森下孝三                   | ○                                                |
| 1984年 | 10月 - 1987年3月  | 北斗の拳                                    | 芦田豊雄                   | 2006年の映画は、トムス・エンタテインメントが制作 |
| 1985年 | 3月 - 1986年1月   | はーいステップジュン                        | 設楽博                     |                                                  |
| 1985年 | 6月 - 12月        | コンポラキッド                              | 森下孝三                   |                                                  |
| 1985年 | 10月 - 1988年2月  | ゲゲゲの鬼太郎（第3作）                     | 葛西治 芝田浩樹            |                                                  |
| 1986年 | 1月 - 1987年1月   | メイプルタウン物語                          | 佐藤順一                   |                                                  |
| 1986年 | 2月 - 1989年4月   | ドラゴンボール                              | 岡崎稔 西尾大介            |                                                  |
| 1986年 | 4月 - 9月         | 銀牙 -流れ星 銀-                            | 勝間田具治                 |                                                  |
| 1986年 | 4月 - 11月        | 剛Q超児イッキマン                           | 西沢信孝                   |                                                  |
| 1986年 | 7月 - 1987年3月   | 地上最強のエキスパートチーム G.I.ジョー     | 森下孝三                   | ○                                                |
| 1986年 | 9月 - 1987年2月   | 戦え!超ロボット生命体トランスフォーマー2010 | N/A                        | ○                                                |
| 1986年 | 10月 - 1989年4月  | 聖闘士星矢                                  | 森下孝三 →菊池一仁         |                                                  |
| 1987年 | 1月 - 12月        | 新メイプルタウン物語 パームタウン編         | 設楽博                     |                                                  |
| 1987年 | 3月 - 1988年2月   | 北斗の拳2                                   | 芦田豊雄                   | 2006年の映画は、トムス・エンタテインメントが制作 |
| 1987年 | 7月 - 1988年3月   | トランスフォーマー ザ☆ヘッドマスターズ      | 佐々木勝利                 |                                                  |
| 1987年 | 10月 - 1989年4月  | ビックリマン                                | 貝沢幸男                   |                                                  |
| 1987年 | 10月 - 1988年3月  | 仮面の忍者 赤影                             | 石崎すすむ                 |                                                  |
| 1987年 | 10月 - 1988年3月  | レディレディ!!                              | 設楽博                     |                                                  |
| 1988年 | 1月 - 9月         | 闘将!!拉麵男                                | 明比正行                   |                                                  |
| 1988年 | 2月 - 3月         | ゲゲゲの鬼太郎（地獄編）                    | 葛西治 芝田浩樹            |                                                  |
| 1988年 | 2月 - 11月        | 魁!!男塾                                    | 西沢信孝                   |                                                  |
| 1988年 | 4月 - 1989年3月   | トランスフォーマー 超神マスターフォース     | 今沢哲男                   |                                                  |
| 1988年 | 5月 - 1989年1月   | ハロー!レディリン                           | 設楽博                     |                                                  |
| 1988年 | 10月 - 1989年12月 | ひみつのアッコちゃん（第2作）               | 芝田浩樹                   |                                                  |
| 1989年 | 3月 - 12月        | 戦え!超ロボット生命体 トランスフォーマーV   | 新田義方                   |                                                  |
| 1989年 | 4月 - 1996年1月   | ドラゴンボールZ                             | 西尾大介                   |                                                  |
| 1989年 | 4月 - 1990年8月   | 新ビックリマン                              | 貝沢幸男                   |                                                  |
| 1989年 | 4月 - 1990年3月   | 悪魔くん                                    | 佐藤順一                   |                                                  |
| 1989年 | 10月 - 1991年9月  | 魔法使いサリー（第2作）                     | 葛西治                     |                                                  |
| 1989年 | 10月 - 1990年12月 | かりあげクン                                | 芝田浩樹                   |                                                  |

#### 1990年代
| 開始年 | 放送期間          | タイトル                                 | シリーズ ディレクター | 備考                              |
| ------ | ----------------- | ---------------------------------------- | --------------------- | --------------------------------- |
| 1990年 | 4月 - 12月        | もーれつア太郎（第2作）                  | 佐藤順一              |                                   |
| 1990年 | 9月 - 1992年5月   | まじかる☆タルるートくん                  | 山内重保              |                                   |
| 1991年 | 1月 - 1992年2月   | きんぎょ注意報!                          | 佐藤順一              |                                   |
| 1991年 | 2月 - 1992年1月   | ゲッターロボ號                           | 芝田浩樹              |                                   |
| 1991年 | 10月 - 1992年9月  | キン肉マン キン肉星王位争奪編            | 白土武 梅澤淳稔       |                                   |
| 1991年 | 10月 - 1992年9月  | ドラゴンクエスト ダイの大冒険（第1作）   | 西沢信孝              |                                   |
| 1992年 | 3月 - 1993年2月   | 美少女戦士セーラームーン                 | 佐藤順一              |                                   |
| 1992年 | 5月 - 1993年4月   | スーパービックリマン                     | 貝澤幸男              |                                   |
| 1993年 | 3月 - 1994年3月   | 美少女戦士セーラームーンR                | 佐藤順一 幾原邦彦     |                                   |
| 1993年 | 4月 - 1994年3月   | GS美神                                   | 梅澤淳稔              |                                   |
| 1993年 | 9月 - 12月        | リトルツインズ                           | 土田勇                |                                   |
| 1993年 | 10月 - 1996年3月  | SLAM DUNK                                | 西沢信孝              |                                   |
| 1993年 | 11月 - 1994年12月 | 蒼き伝説シュート!                        | 西尾大介              |                                   |
| 1994年 | 3月 - 1995年2月   | 美少女戦士セーラームーンS                | 幾原邦彦              |                                   |
| 1994年 | 3月 - 1995年9月   | ママレード・ボーイ                       | 矢部秋則              |                                   |
| 1994年 | 10月 - 12月       | 真拳伝説タイトロード                     | 貝澤幸男              |                                   |
| 1995年 | 3月 - 1996年3月   | 美少女戦士セーラームーンSuperS           | 幾原邦彦              |                                   |
| 1995年 | 1月 - 12月        | 空想科学世界ガリバーボーイ               | 芦田豊雄              |                                   |
| 1995年 | 4月 - 9月         | 世界名作童話シリーズ ワ〜ォ!メルヘン王国 | 設楽博                |                                   |
| 1995年 | 9月 - 1996年9月   | ご近所物語                               | 梅澤淳稔              |                                   |
| 1996年 | 1月 - 1998年3月   | ゲゲゲの鬼太郎（第4作）                  | 西尾大介              |                                   |
| 1996年 | 2月 - 1997年11月  | ドラゴンボールGT                         | 葛西治                |                                   |
| 1996年 | 3月 - 1997年2月   | 美少女戦士セーラームーンセーラースターズ | 五十嵐卓哉            |                                   |
| 1996年 | 4月 - 1997年6月   | 地獄先生ぬ〜べ〜                         | 貝澤幸男              |                                   |
| 1996年 | 9月 - 1997年8月   | 花より男子                               | 山内重保              |                                   |
| 1997年 | 2月 - 1998年1月   | キューティーハニーF                      | 佐々木憲世            |                                   |
| 1997年 | 4月 - 2000年9月   | 金田一少年の事件簿                       | 西尾大介              | 最後のセル画作品                  |
| 1997年 | 7月 - 10月        | あずみマンマ・ミーア                     | 貝澤幸男              | スーパーJチャンネル枠内にて放送   |
| 1997年 | 9月 - 1999年1月   | 夢のクレヨン王国                         | 佐藤順一              | 初のデジタル制作作品              |
| 1997年 | 10月 - 1998年1月  | ハニ太郎です。                           | 貝澤幸男              | スーパーJチャンネル枠内にて放送   |
| 1997年 | 11月 - 1999年9月  | ドクタースランプ                         | 山内重保              |                                   |
| 1998年 | 1月 - 3月         | 春庭家の3人目                            | 山田徹                | スーパーJチャンネル枠内にて放送   |
| 1998年 | 2月 - 1999年2月   | こっちむいて!みい子                      | 吉沢孝男              | アニメ週刊DX!みいファぷー内で放送 |
| 1998年 | 2月 - 1999年2月   | ふしぎ魔法ファンファンファーマシィー     | 貝澤幸男              | アニメ週刊DX!みいファぷー内で放送 |
| 1998年 | 2月 - 1999年2月   | ヘリタコぷーちゃん                       | 橋本光夫              | アニメ週刊DX!みいファぷー内で放送 |
| 1998年 | 4月 - 10月        | 遊☆戯☆王（第1作）                        | 角銅博之              |                                   |
| 1998年 | 4月 - 1999年2月   | ひみつのアッコちゃん（第3作）            | 芝田浩樹              |                                   |
| 1998年 | 10月 - 1999年4月  | まもって守護月天!                        | 貝澤幸男              |                                   |
| 1999年 | 2月 - 2000年1月   | おジャ魔女どれみ                         | 五十嵐卓哉 佐藤順一   | おジャ魔女どれみシリーズ          |
| 1999年 | 2月 - 2000年1月   | 神風怪盗ジャンヌ                         | 梅澤淳稔              |                                   |
| 1999年 | 3月 - 2000年3月   | デジモンアドベンチャー                   | 角銅博之              | デジモンシリーズ                  |
| 1999年 | 10月 -            | ONE PIECE                                | [ 注釈 19 ]           |                                   |

#### 2000年代
| 開始年 | 放送期間          | タイトル                          | シリーズ ディレクター      | 備考                                                                                                |
| ------ | ----------------- | --------------------------------- | -------------------------- | --------------------------------------------------------------------------------------------------- |
| 2000年 | 2月 - 9月         | マシュランボー                    | 今沢哲男                   | |
| 2000年 | 2月 - 2001年1月   | おジャ魔女どれみ#                 | 五十嵐卓哉 山内重保        | おジャ魔女どれみシリーズ                                                                            |
| 2000年 | 4月 - 2001年3月   | デジモンアドベンチャー02          | 角銅博之                   | デジモンシリーズ                                                                                    |
| 2000年 | 10月 - 2001年3月  | 勝負師伝説 哲也                   | N/A                        | チーフディレクター:西沢信孝 初の深夜アニメ                                                          |
| 2000年 | 12月 - 2001年3月  | ピポパポパトルくん                | 橋本光夫                   | |
| 2001年 | 2月 - 2002年1月   | も〜っと!おジャ魔女どれみ         | 五十嵐卓哉                 | おジャ魔女どれみシリーズ                                                                            |
| 2001年 | 4月 - 2002年3月   | デジモンテイマーズ                | 貝澤幸男                   | デジモンシリーズ                                                                                    |
| 2001年 | 7月 - 2002年9月   | ののちゃん                        | 西沢信孝 佐々木憲世        | |
| 2002年 | 1月 - 3月         | Kanon（第1作）                    | N/A                        | |
| 2002年 | 1月 - 12月        | キン肉マンII世                    | 小村敏明                   | |
| 2002年 | 2月 - 2003年1月   | おジャ魔女どれみドッカ〜ン!       | 五十嵐卓哉                 | おジャ魔女どれみシリーズ                                                                            |
| 2002年 | 4月 - 2003年3月   | デジモンフロンティア              | 貝澤幸男                   | デジモンシリーズ                                                                                    |
| 2002年 | 11月 - 2003年9月  | 釣りバカ日誌                      | 今沢哲男                   | |
| 2003年 | 2月 - 2004年1月   | 明日のナージャ                    | 五十嵐卓哉                 | |
| 2003年 | 4月 - 10月        | エアマスター                      | 西尾大介                   | |
| 2003年 | 4月 - 2006年3月   | 金色のガッシュベル!!              | 中村哲冶 →貝澤幸男         | |
| 2003年 | 11月 - 2005年10月 | ボボボーボ・ボーボボ              | 芝田浩樹                   | |
| 2004年 | 2月 - 2005年1月   | ふたりはプリキュア                | 西尾大介                   | プリキュアシリーズ                                                                                  |
| 2004年 | 4月 - 6月         | キン肉マンII世 ULTIMATE MUSCLE    | 小村敏明                   | |
| 2004年 | 9月 - 2005年9月   | 冒険王ビィト                      | 長峯達也                   | テレビ東京開局40周年記念作品                                                                        |
| 2004年 | 10月 - 12月       | リングにかけろ1                   | 小村敏明                   | |
| 2005年 | 1月 - 3月         | ゼノサーガ Xenosaga THE ANIMATION | N/A                        | |
| 2005年 | 2月 - 2006年1月   | ふたりはプリキュア Max Heart      | 西尾大介                   | プリキュアシリーズ                                                                                  |
| 2005年 | 10月 - 2006年3月  | 冒険王ビィトエクセリオン          | 長峯達也                   | |
| 2005年 | 11月 - 2006年9月  | ガイキング LEGEND OF DAIKU-MARYU  | 細田雅弘                   | |
| 2006年 | 1月 - 3月         | キン肉マンII世 ULTIMATE MUSCLE2   | 小村敏明                   | |
| 2006年 | 1月 - 3月         | 怪 〜ayakashi〜                   | 今沢哲男 永山耕三 中村健治 | |
| 2006年 | 2月 - 2007年1月   | ふたりはプリキュア Splash Star    | 小村敏明                   | プリキュアシリーズ、創立50周年記念作品                                                              |
| 2006年 | 4月 - 2007年3月   | デジモンセイバーズ                | 伊藤尚往                   | デジモンシリーズ、創立50周年記念作品                                                                |
| 2006年 | 4月 - 6月         | リングにかけろ1 日米決戦編        | 小村敏明                   | |
| 2006年 | 4月 - 9月         | エア・ギア                        | N/A                        | 東映アニメーション創立50周年記念作品 共同製作:マーベラスエンターテイメント、エイベックス            |
| 2006年 | 5月 - 8月         | 神様家族                          | 地岡公俊                   | 創立50周年記念作品                                                                                  |
| 2006年 | 6月 - 9月         | 貧乏姉妹物語                      | 貝澤幸男                   | 創立50周年記念作品                                                                                  |
| 2006年 | 7月 - 2007年6月   | 出ましたっ!パワパフガールズZ      | 石黒育                     | 東映アニメーション創立50周年記念作品 共同製作:カートゥーン ネットワーク、テレビ東京、アニプレックス |
| 2006年 | 10月 - 12月       | 銀色のオリンシス                  | 所勝美                     | |
| 2006年 | 10月 - 2007年9月  | 祝!(ハピ☆ラキ)ビックリマン        | 古賀豪                     | 創立50周年記念作品                                                                                  |
| 2007年 | 2月 - 2008年1月   | Yes!プリキュア5                   | 小村敏明                   | プリキュアシリーズ                                                                                  |
| 2007年 | 4月 - 2009年3月   | ゲゲゲの鬼太郎（第5作）           | 貝澤幸男                   | |
| 2007年 | 4月 - 9月         | ラブ★コン                         | 宇田鋼之介                 | |
| 2007年 | 4月 - 2008年1月   | 太極千字文                        | N/A                        | 韓国での放映、共同製作:KBS、Iconix Entertainment、東西大学校、JM ANIMATION                          |
| 2007年 | 7月 - 9月         | モノノ怪                          | 中村健治                   | |
| 2007年 | 10月 - 2008年10月 | はたらキッズ マイハム組           | 今澤哲男                   | |
| 2008年 | 1月 - 3月         | 墓場鬼太郎                        | 地岡公俊                   | |
| 2008年 | 2月 - 2009年1月   | Yes!プリキュア5GoGo!              | 小村敏明                   | プリキュアシリーズ                                                                                  |
| 2008年 | 4月 - 2010年12月  | うちの3姉妹                       | N/A                        | 共同製作:STUDIO ANIMAL                                                                              |
| 2008年 | 6月 - 11月        | ロボディーズ -RoboDz- 風雲篇      | 西尾大介                   | 共同製作:ウォルト・ディズニー・テレビジョン・インターナショナル ジャパン                            |
| 2008年 | 10月 - 2009年9月  | ねぎぼうずのあさたろう            | 池田洋子                   | |
| 2009年 | 1月 - 8月         | 京浜家族                          | N/A                        | ケータイ配信                                                                                        |
| 2009年 | 2月 - 2010年1月   | フレッシュプリキュア!             | 志水淳児 座古明史          | プリキュアシリーズ                                                                                  |
| 2009年 | 3月 - 2010年3月   | マリー&ガリー                     | 貝澤幸男 暮田公平          | すイエんサー枠内にて放送                                                                            |
| 2009年 | 4月 - 2011年3月   | ドラゴンボール改                  | N/A                        | 『ドラゴンボールZ』のデジタルリマスター再編集版                                                     |
| 2009年 | 10月 - 2010年6月  | 怪談レストラン                    | 池田洋子                   | |
| 2009年 | 10月 - 12月       | 空中ブランコ                      | 中村健治                   | |

#### 2010年代
| 開始年 | 放送期間         | タイトル                                                                   | シリーズ ディレクター                          | 備考                                                                       |
| ------ | ---------------- | -------------------------------------------------------------------------- | ---------------------------------------------- | -------------------------------------------------------------------------- |
| 2010年 | 2月 - 2011年1月  | ハートキャッチプリキュア!                                                  | 長峯達也                                       | プリキュアシリーズ                                                         |
| 2010年 | 3月 - 2011年3月  | マリー&ガリー ver.2.0                                                      | 貝澤幸男 暮田公平                              | すイエんサー枠内にて放送                                                   |
| 2010年 | 4月 - 12月       | うちの3姉妹 おかわりぱれたい                                               | N/A                                            |                                                                            |
| 2010年 | 4月 - 6月        | リングにかけろ1 影道編                                                     | 貝澤幸男                                       |                                                                            |
| 2010年 | 7月 - 2011年3月  | デジモンクロスウォーズ                                                     | えんどうてつや                                 | デジモンシリーズ                                                           |
| 2011年 | 2月 - 2012年1月  | スイートプリキュア♪                                                        | 境宗久                                         | プリキュアシリーズ                                                         |
| 2011年 | 4月 - 2014年3月  | トリコ                                                                     | 座古明史 うえだひでひと                        |                                                                            |
| 2011年 | 4月 - 6月        | リングにかけろ1 世界大会編                                                 | 池畠博史                                       |                                                                            |
| 2011年 | 4月 - 9月        | デジモンクロスウォーズ 〜悪のデスジェネラルと七つの王国〜                  | えんどうてつや                                 | デジモンシリーズ                                                           |
| 2011年 | 10月 - 2012年3月 | デジモンクロスウォーズ 〜時を駆ける少年ハンターたち〜                      | 貝澤幸男                                       | デジモンシリーズ                                                           |
| 2012年 | 2月 - 2013年1月  | スマイルプリキュア!                                                        | 大塚隆史                                       | プリキュアシリーズ                                                         |
| 2012年 | 4月 - 2014年3月  | 聖闘士星矢Ω                                                                | 畑野森生 長峯達也 暮田公平                     |                                                                            |
| 2012年 | 7月 - 2013年3月  | 探検ドリランド                                                             | 深澤敏則                                       |                                                                            |
| 2013年 | 2月 - 2014年1月  | ドキドキ!プリキュア                                                        | 古賀豪                                         | プリキュアシリーズ                                                         |
| 2013年 | 4月 - 2014年3月  | 探検ドリランド -1000年の真宝-                                              | 深澤敏則 黒田成美                              |                                                                            |
| 2013年 | 10月 - 12月      | 京騒戯画                                                                   | 松本理恵                                       |                                                                            |
| 2014年 | 1月 - 3月        | ロボットガールズZ                                                          | N/A                                            | 制作協力:LandQ studio's                                                    |
| 2014年 | 2月 - 2015年1月  | ハピネスチャージプリキュア!                                                | 長峯達也                                       | プリキュアシリーズ                                                         |
| 2014年 | 4月 - 2015年3月  | マジンボーン                                                               | 宇田鋼之介                                     |                                                                            |
| 2014年 | 4月 - 2015年3月  | ディスク・ウォーズ:アベンジャーズ                                          | 小村敏明                                       | 共同製作:ウォルト・ディズニー・ジャパン                                    |
| 2014年 | 4月 - 9月        | 金田一少年の事件簿R（第1期）                                               | 土田豊                                         |                                                                            |
| 2014年 | 4月 - 9月        | 暴れん坊力士!!松太郎                                                       | 貝澤幸男                                       |                                                                            |
| 2014年 | 4月 - 2015年6月  | ドラゴンボール改 魔人ブウ編                                                | N/A                                            |                                                                            |
| 2014年 | 10月 - 2016年4月 | ワールドトリガー                                                           | 本郷みつる 小川孝治                            |                                                                            |
| 2015年 | 2月 - 2016年1月  | Go!プリンセスプリキュア                                                    | 田中裕太                                       | プリキュアシリーズ                                                         |
| 2015年 | 4月 - 9月        | 美少女戦士セーラームーンCrystal 第1期・第2期パッケージマスターエディション | 境宗久                                         |                                                                            |
| 2015年 | 7月 - 2018年3月  | ドラゴンボール超                                                           | 地岡公俊 畑野森生 羽多野浩平 長峯達也 中村亮太 |                                                                            |
| 2015年 | 9月・2018年7月   | ミラキュラス レディバグ&シャノワール                                       | ウィニー                                       | 共同制作:Zagtoon、Method Animation（フランス）、SAMGアニメーション（韓国） |
| 2015年 | 10月 - 2016年3月 | 金田一少年の事件簿R（第2期）                                               | 池田洋子                                       |                                                                            |
| 2016年 | 2月 - 2017年1月  | 魔法つかいプリキュア!                                                      | 三塚雅人                                       | プリキュアシリーズ                                                         |
| 2016年 | 4月 - 6月        | 美少女戦士セーラームーンCrystal Season III                                 | 今千秋                                         |                                                                            |
| 2016年 | 10月 - 2017年9月 | デジモンユニバース アプリモンスターズ                                      | 古賀豪                                         | デジモンシリーズ、創立60周年記念作品                                       |
| 2016年 | 10月 - 2017年7月 | タイガーマスクW                                                            | 小村敏明                                       | 創立60周年記念作品                                                         |
| 2017年 | 2月 - 2018年1月  | キラキラ☆プリキュアアラモード                                              | 暮田公平 貝澤幸男                              | プリキュアシリーズ                                                         |
| 2017年 | 4月 - 6月        | 正解するカド                                                               | 渡辺正樹                                       |                                                                            |
| 2018年 | 2月 - 2019年1月  | HUGっと!プリキュア                                                         | 佐藤順一 座古明史                              | プリキュアシリーズ                                                         |
| 2018年 | 5月 - 8月        | おしりたんてい（第1期）                                                    | 芝田浩樹                                       |                                                                            |
| 2018年 | 4月 - 2020年3月  | ゲゲゲの鬼太郎（第6作）                                                    | 小川孝治                                       |                                                                            |
| 2018年 | 10月 - 2019年3月 | 爆釣バーハンター                                                           | セトウケンジ                                   | 共同制作:ぎゃろっぷ                                                        |
| 2018年 | 12月 - 2019年2月 | 聖闘士星矢 セインティア翔                                                  | 玉川真人                                       | 企画・製作、アニメーション制作:GONZO                                       |
| 2018年 | 12月 - 2019年3月 | おしりたんてい（第2期）                                                    | 芝田浩樹                                       |                                                                            |
| 2019年 | 2月 - 2020年1月  | スター☆トゥインクルプリキュア                                              | 宮元宏彰                                       | プリキュアシリーズ                                                         |
| 2019年 | 7月 - 9月        | おしりたんてい（第3期）                                                    | 芝田浩樹                                       |                                                                            |

#### 2020年代
| 開始年 | 放送期間          | タイトル                               | シリーズ ディレクター | 備考                                              |
| ------ | ----------------- | -------------------------------------- | --------------------- | ------------------------------------------------- |
| 2020年 | 2月 - 2021年2月   | ヒーリングっど♥プリキュア              | 池田洋子              | プリキュアシリーズ                                |
| 2020年 | 4月 - 2021年9月   | デジモンアドベンチャー:                | 三塚雅人              | デジモンシリーズ                                  |
| 2020年 | 4月 - 6月         | アサティール 未来の昔ばなし            | N/A                   | 共同制作:マンガプロダクションズ（サウジアラビア） |
| 2020年 | 4月 - 6月         | おしりたんてい（第4期）                | 芝田浩樹              |                                                   |
| 2020年 | 9月 -             | ふしぎ駄菓子屋 銭天堂                  | N/A                   | 共同制作:カナバングラフィックス→ぎゃろっぷ        |
| 2020年 | 10月 - 2022年10月 | ドラゴンクエスト ダイの大冒険（第2作） | 唐澤和也              |                                                   |
| 2021年 | 1月 - 4月         | ワールドトリガー（2ndシーズン）        | 畑野森生              |                                                   |
| 2021年 | 2月 - 2022年1月   | トロピカル〜ジュ!プリキュア            | 土田豊                | プリキュアシリーズ                                |
| 2021年 | 4月 - 6月         | おしりたんてい（第5期）                | 佐藤雅教              |                                                   |
| 2021年 | 10月 - 2023年3月  | デジモンゴーストゲーム                 | 地岡公俊 三塚雅人     | デジモンシリーズ                                  |
| 2021年 | 10月 - 2022年1月  | ワールドトリガー（3rdシーズン）        | 畑野森生              |                                                   |
| 2022年 | 2月 - 2023年1月   | デリシャスパーティ♡プリキュア          | 深澤敏則              | プリキュアシリーズ                                |
| 2022年 | 4月 - 7月         | おしりたんてい（第6期）                | 佐藤雅教              |                                                   |
| 2023年 | 2月 - 2024年1月   | ひろがるスカイ!プリキュア              | 小川孝治              | プリキュアシリーズ                                |
| 2023年 | 4月 - 2025年3月   | 逃走中 グレートミッション              | 貝澤幸男 暮田公平     |                                                   |
| 2023年 | 4月 - 11月        | おしりたんてい（第7期）                | 佐藤雅教              |                                                   |
| 2023年 | 7月 - 9月         | いきものさん                           | N/A                   | アニメーション制作:ニューディアー                 |
| 2023年 | 10月 - 12月       | キボウノチカラ〜オトナプリキュア'23〜  | 浜名孝行              | プリキュアシリーズ 共同制作:スタジオディーン      |
| 2024年 | 2月 - 2025年1月   | わんだふるぷりきゅあ!                  | 佐藤雅教              | プリキュアシリーズ                                |
| 2024年 | 4月 - 6月         | ガールズバンドクライ                   | 酒井和男              |                                                   |
| 2024年 | 4月 - 11月        | おしりたんてい（第8期）                | 佐藤雅教              |                                                   |
| 2024年 | 10月 - 2025年2月  | ドラゴンボールDAIMA                    | 八島善孝 小牧文       |                                                   |
| 2024年 | 10月 - 2025年3月  | 科学×冒険サバイバル!（第1シリーズ）    | 細田雅弘              | アニメーション制作:ぎゃろっぷ                     |
| 2025年 | 1月 - 3月         | 魔法つかいプリキュア!!〜MIRAI DAYS〜   | 浜名孝行              | プリキュアシリーズ 共同制作:スタジオディーン      |
| 2025年 | 2月 -             | キミとアイドルプリキュア♪              | 今千秋                | プリキュアシリーズ                                |
| 2025年 | 10月 -（予定）    | 科学×冒険サバイバル!（第2シリーズ）    | 細田雅弘              | アニメーション制作:ぎゃろっぷ                     |
| 2025年 | 10月 -（予定）    | デジモンビートブレイク                 | 宮元宏彰              | デジモンシリーズ                                  |

### テレビアニメ（スペシャル）
| 放送年 | タイトル                                                                                             | 備考             |
| ------ | --- | ---------------- |
| 1979年 | あしたの勇者たち                                                                                     |                  |
| 1979年 | ジャン・バルジャン物語                                                                               |                  |
| 1979年 | 大恐竜時代                                                                                           |                  |
| 1980年 | 若草物語                                                                                             |                  |
| 1980年 | 闇の帝王 吸血鬼ドラキュラ                                                                            |                  |
| 1981年 | 荒野の呼び声 吠えろバック                                                                            |                  |
| 1981年 | 走れメロス                                                                                           |                  |
| 1981年 | ルパン対ホームズ                                                                                     |                  |
| 1981年 | 恐怖伝説 怪奇!フランケンシュタイン                                                                   |                  |
| 1981年 | 夏休み人気アニメ祭り アラレちゃん一家総登場!! 1000年女王の正体は!?                                   |                  |
| 1981年 | Dr.スランプアラレちゃん あやや!?ペンギン村でテレビジャック                                           |                  |
| 1981年 | Dr.スランプアラレちゃん「ペンギン村SOS!!」「ハートで勝負!」・「なんでもOKオーチャくん」              |                  |
| 1981年 | カバ園長の動物園日記                                                                                 |                  |
| 1981年 | ぼくらマンガ家 トキワ荘物語                                                                          |                  |
| 1982年 | Dr.スランプ アラレちゃん ペンギン村英雄伝説                                                          |                  |
| 1982年 | 吾輩は猫である                                                                                       |                  |
| 1982年 | アンドロメダ・ストーリーズ                                                                           |                  |
| 1982年 | 十五少年漂流記                                                                                       |                  |
| 1982年 | 少年宮本武蔵 わんぱく二刀流                                                                          |                  |
| 1983年 | 吾輩は犬である ドン松五郎の生活                                                                      |                  |
| 1983年 | どくとるマンボウ&怪盗ジバコ 宇宙より愛をこめて                                                       |                  |
| 1984年 | キン肉マン 決戦!7人の正義超人vs宇宙野武士                                                            |                  |
| 1985年 | 悪魔島のプリンス 三つ目がとおる                                                                      |                  |
| 1990年 | 帰って来たDr.スランプ アラレちゃんスペシャル                                                         |                  |
| 1992年 | Dr.スランプアラレちゃん‘92お正月スペシャル                                                           |                  |
| 1998年 | ドクタースランプスペシャル ロボット対決!宿敵ドクターマシリト登場!!キーンで優勝!?ペンギン・グランプリ | 4月1日水曜日放送 |
| 2005年 | デジタルモンスター ゼヴォリューション                                                                |                  |
| 2007年 | Dr.スランプアラレちゃんSP 〜うほほ〜い!帰ってきちったの巻〜                                          |                  |
| 2007年 | 金田一少年の事件簿SP「オペラ座館・最後の殺人」・「吸血鬼伝説殺人事件」                               | 11月12日・19日   |
| 2012年 | ONE PIECE エピソードオブナミ 〜航海士の涙と仲間の絆〜                                                |                  |
| 2012年 | ONE PIECE エピソードオブルフィ 〜ハンドアイランドの冒険〜                                            |                  |
| 2013年 | ONE PIECE エピソードオブメリー 〜もうひとりの仲間の物語〜                                            |                  |
| 2014年 | ONE PIECE “3D2Y” エースの死を越えて! ルフィ仲間との誓い                                              |                  |
| 2015年 | ONE PIECE エピソードオブサボ 〜3兄弟の絆 奇跡の再会と受け継がれる意志〜                              |                  |
| 2015年 | ONE PIECE 〜アドベンチャー オブ ネブランディア〜                                                     |                  |
| 2016年 | ONE PIECE 〜ハートオブゴールド〜                                                                     |                  |
| 2017年 | ONE PIECE エピソードオブ東の海 〜ルフィと4人の仲間の大冒険!!〜                                       |                  |
| 2018年 | ONE PIECE エピソードオブ空島                                                                         |                  |

### Webアニメ
| 配信年 | タイトル                          | 監督            | 備考                                            |
| ------ | --------------------------------- | --------------- | ----------------------------------------------- |
| 2011年 | 京騒戯画                          | 松本理恵        |                                                 |
| 2014年 | 美少女戦士セーラームーンCrystal   | 境宗久          | - 2015年                                        |
| 2015年 | 聖闘士星矢 黄金魂 -soul of gold-  | 古田丈司        |                                                 |
| 2015年 | ロボットガールズZプラス           | 博史池畠        |                                                 |
| 2017年 | おしりたんてい                    | 芝田浩樹        |                                                 |
| 2019年 | 聖闘士星矢: Knights of the Zodiac | 芦野芳晴        |                                                 |
| 2021年 | URVAN                             | N/A             |                                                 |
| 2023年 | 悪魔くん（第2作）                 | 佐藤順一（総）  | 製作、アニメーション制作:エンカレッジフィルムズ |
| 2023年 | ELEMON                            | ポエ山          | 共同制作:Rymation、アナライズログ               |
| 2024年 | パンダなりきりたいそう            | 岸田優          | 製作、アニメーション制作:モンスターズエッグ     |
| 2025年 | ぷちきゅあ〜Precure Fairies〜     | 奥村優子        | アニメーション制作:IKIF+                        |
| 2025年 | 恋するワンピース                  | 鎌谷悠 重矢葉月 |                                                 |

### 劇場アニメ

#### 日本動画社時代
| 公開年 | タイトル                 | 備考                                                                                   |
| ------ | ------------------------ | -------------------------------------------------------------------------------------- |
| 1947年 | すて猫トラちゃん         | 9月25日、短編映画、東宝教育映画部配給、日本動画社製作第1作、クレジットは日本漫画映画社 |
| 1948年 | トラちゃんと花嫁         | 短編映画、東宝教育映画部配給、日本動画株式会社製作                                     |
| 1948年 | ポッポやさんののんき駅長 | 短編映画、東宝教育映画部配給、日本動画株式会社製作                                     |
| 1949年 | 動物大野球戦             | 短編映画、東宝教育映画配給、日本動画株式会社製作                                       |
| 1949年 | ポッポやさんのんき機関士 | 短編映画、東宝教育映画配給、日本動画株式会社製作                                       |
| 1950年 | トラちゃんのカンカン虫   | 短編映画、東宝教育映画配給、日本動画株式会社製作                                       |
| 1950年 | 小人と青虫               | 短編映画、東宝教育映画配給、日本動画株式会社製作                                       |
| 1952年 | お天気学校               | 短編映画、東宝教育映画配給、日本動画株式会社製作                                       |
| 1952年 | 兎と亀の決勝戦           | 短編映画、日動映画製作                                                                 |
| 1953年 | ありとはと               | 短編映画、日動映画製作                                                                 |
| 1954年 | 子うさぎものがたり       | 短編映画、日動映画製作                                                                 |
| 1955年 | トラちゃんの冒険         | 短編映画、日動映画製作                                                                 |
| 1955年 | うかれバイオリン         | 短編映画、日動映画製作、東映教育映画部                                                 |
| 1956年 | 一寸法師                 | 短編映画、日動映画製作                                                                 |
| 1956年 | 黒いきこりと白いきこり   | 短編映画、日動映画製作                                                                 |

#### 1950年代（劇場アニメ）
| 公開年 | タイトル                         | 備考                                                          |
| ------ | -------------------------------- | ------------------------------------------------------------- |
| 1957年 | こねこのらくがき                 | 5月13日完成、短編映画、東映教育映画部製作、東映動画製作第一作 |
| 1957年 | ハヌマンの新しい冒険             | 10月14日完成、短編映画、東映製作                              |
| 1957年 | かっぱのぱあ太郎                 | 11月23日公開、短編映画、東映教育映画部製作                    |
| 1958年 | 白蛇伝                           | 10月22日公開、東映動画長編映画第一作                          |
| 1958年 | みんなでいっしょにうたいましょう | 12月29日完成、短編PR映画、非公開                              |
| 1958年 | 夢見童子                         | 4月5日、短編映画、東映教育映画部製作                          |
| 1959年 | こねこのスタジオ                 | 4月9日完成、短編映画                                          |
| 1959年 | たぬきさん大当り                 | 6月20日完成、短編映画                                         |
| 1959年 | 熊と子供たち                     | 10月20日完成、短編PR用映画、非公開                            |
| 1959年 | 少年猿飛佐助                     | 12月25日公開、東映動画長編映画第二作                          |
| 1959年 | もちつもたれつ                   | 12月30日完成、短編PR用映画、非公開                            |

#### 1960年代（劇場アニメ）
| 公開年 | タイトル                             | 備考                               |
| ------ | ------------------------------------ | ---------------------------------- |
| 1960年 | 西遊記                               |                                    |
| 1961年 | 安寿と厨子王丸                       |                                    |
| 1961年 | ねずみのよめいり                     | 10月14日完成、短編映画             |
| 1962年 | 鉄ものがたり                         | 3月完成、4月22日日活封切、短編映画 |
| 1962年 | もぐらのモトロ                       | 7月19日完成、短編映画              |
| 1962年 | アラビアンナイト・シンドバッドの冒険 |                                    |
| 1963年 | わんぱく王子の大蛇退治               |                                    |
| 1963年 | わんわん忠臣蔵                       |                                    |
| 1965年 | ガリバーの宇宙旅行                   |                                    |
| 1966年 | サイボーグ009                        |                                    |
| 1967年 | サイボーグ009 怪獣戦争               |                                    |
| 1967年 | 少年ジャックと魔法使い               |                                    |
| 1968年 | アンデルセン物語                     |                                    |
| 1968年 | 太陽の王子 ホルスの大冒険            |                                    |
| 1968年 | ゲゲゲの鬼太郎                       |                                    |
| 1969年 | 長靴をはいた猫                       |                                    |
| 1969年 | ひとりぼっち                         |                                    |
| 1969年 | 空飛ぶゆうれい船                     |                                    |

#### 1970年代（劇場アニメ）
| 公開年 | タイトル                                                     | 備考                          |
| ------ | ------------------------------------------------------------ | ----------------------------- |
| 1970年 | ちびっ子レミと名犬カピ                                       |                               |
| 1970年 | チュウチュウバンバン                                         |                               |
| 1970年 | 海底3万マイル                                                |                               |
| 1971年 | どうぶつ宝島                                                 |                               |
| 1971年 | アリババと40匹の盗賊                                         |                               |
| 1972年 | ながぐつ三銃士                                               |                               |
| 1972年 | 魔犬ライナー0011変身せよ!                                    |                               |
| 1973年 | パンダの大冒険                                               |                               |
| 1973年 | マジンガーZ対デビルマン                                      |                               |
| 1974年 | マジンガーZ対暗黒大将軍                                      |                               |
| 1974年 | きかんしゃやえもん D51の大冒険                               |                               |
| 1975年 | グレートマジンガー対ゲッターロボ                             |                               |
| 1975年 | グレートマジンガー対ゲッターロボG 空中大激突                 |                               |
| 1975年 | アンデルセン童話 にんぎょ姫                                  |                               |
| 1975年 | これがUFOだ!空飛ぶ円盤                                       |                               |
| 1975年 | 宇宙円盤大戦争                                               |                               |
| 1976年 | UFOロボ グレンダイザー対グレートマジンガー                   |                               |
| 1976年 | グレンダイザー ゲッターロボG グレートマジンガー 決戦! 大海獣 |                               |
| 1976年 | 長靴をはいたネコ 80日間世界一周                              |                               |
| 1977年 | 白鳥の王子                                                   | 世界名作童話シリーズ          |
| 1977年 | 惑星ロボ ダンガードA対昆虫ロボット軍団                       |                               |
| 1977年 | キャンディ・キャンディ                                       |                               |
| 1977年 | キャンディ・キャンディ 春の呼び声                            |                               |
| 1978年 | おやゆび姫                                                   | 世界名作童話シリーズ          |
| 1978年 | 惑星ロボ ダンガードA 宇宙大海戦                              |                               |
| 1978年 | さらば宇宙戦艦ヤマト 愛の戦士たち                            | 制作元請:オフィス・アカデミー |
| 1978年 | キャンディ・キャンディ キャンディ・キャンディの夏休み        |                               |
| 1978年 | 一休さんとやんちゃ姫                                         |                               |
| 1978年 | 宇宙海賊キャプテンハーロック アルカディア号の謎              |                               |
| 1979年 | 龍の子太郎                                                   |                               |
| 1979年 | SF西遊記スタージンガー                                       |                               |
| 1979年 | 銀河鉄道999（The Galaxy Express 999）                        |                               |

#### 1980年代（劇場アニメ）
| 公開年 | タイトル                                         | 備考                                        |
| ------ | ------------------------------------------------ | ------------------------------------------- |
| 1980年 | 銀河鉄道999 ガラスのクレア                       |                                             |
| 1980年 | ヤマトよ永遠に                                   | 制作元請:オフィスアカデミー、制作協力       |
| 1980年 | 森は生きている                                   |                                             |
| 1980年 | 花の子ルンルン こんにちわ桜の国                  |                                             |
| 1980年 | 地球へ…                                          |                                             |
| 1980年 | 魔法少女ララベル 海が呼ぶ夏休み                  |                                             |
| 1980年 | ゲゲゲの鬼太郎 地相眼                            |                                             |
| 1980年 | サイボーグ009 超銀河伝説                         |                                             |
| 1981年 | さよなら銀河鉄道999 アンドロメダ終着駅           |                                             |
| 1981年 | 白鳥の湖                                         | 世界名作童話シリーズ                        |
| 1981年 | 悪魔と姫ぎみ                                     |                                             |
| 1981年 | 夏への扉                                         | 共同制作:マッドハウス                       |
| 1981年 | Dr.スランプ アラレちゃん ハロー!不思議島         |                                             |
| 1982年 | 1000年女王                                       |                                             |
| 1982年 | わが青春のアルカディア                           |                                             |
| 1982年 | アラジンと魔法のランプ                           | 世界名作童話シリーズ                        |
| 1982年 | Dr.SLUMP “ほよよ!”宇宙大冒険                     |                                             |
| 1982年 | 浮浪雲                                           |                                             |
| 1982年 | FUTURE WAR 198X年                                |                                             |
| 1982年 | あさりちゃん 愛のメルヘン少女                    |                                             |
| 1983年 | 宇宙戦艦ヤマト 完結編                            | 共同制作:ウェスト・ケープ・コーポレーション |
| 1983年 | Dr.スランプ アラレちゃん ほよよ世界一周大レース  |                                             |
| 1983年 | まんがイソップ物語                               |                                             |
| 1983年 | パタリロ! スターダスト計画                       |                                             |
| 1984年 | Dr.スランプ アラレちゃん ほよよ!ナナバ城の秘宝   |                                             |
| 1984年 | 少年ケニヤ                                       |                                             |
| 1984年 | パパママバイバイバイ                             |                                             |
| 1984年 | The・かぼちゃワイン ニタの愛情物語               |                                             |
| 1984年 | キン肉マン 奪われたチャンピオンベルト            |                                             |
| 1984年 | キン肉マン 大暴れ!正義超人                       |                                             |
| 1985年 | ゲゲゲの鬼太郎 妖怪軍団                          |                                             |
| 1985年 | Dr.スランプ アラレちゃん ほよよ!夢の都メカポリス |                                             |
| 1985年 | キン肉マン 正義超人vs古代超人                    |                                             |
| 1985年 | キン肉マン 逆襲!宇宙かくれ超人                   |                                             |
| 1985年 | キン肉マン 晴れ姿!正義超人                       |                                             |
| 1985年 | GU-GUガンモ                                      |                                             |
| 1985年 | とんがり帽子のメモル                             |                                             |
| 1985年 | オーディーン 光子帆船スターライト                | 共同制作:ウェスト・ケープ・コーポレーション |
| 1986年 | ゲゲゲの鬼太郎 妖怪大戦争                        |                                             |
| 1986年 | ゲゲゲの鬼太郎 最強妖怪軍団!日本上陸!!           |                                             |
| 1986年 | ゲゲゲの鬼太郎 激突!! 異次元妖怪の大反乱         |                                             |
| 1986年 | キン肉マン ニューヨーク危機一髪!                 |                                             |
| 1986年 | 北斗の拳                                         |                                             |
| 1986年 | トランスフォーマー ザ・ムービー                  |                                             |
| 1986年 | メイプルタウン物語                               |                                             |
| 1986年 | ドラゴンボール 神龍の伝説                        |                                             |
| 1987年 | キン肉マン 正義超人vs戦士超人                    |                                             |
| 1987年 | 新メイプルタウン物語 パームタウン編              |                                             |
| 1987年 | ドラゴンボール 魔神城のねむり姫                  |                                             |
| 1987年 | グリム童話 金の鳥                                |                                             |
| 1987年 | 聖闘士星矢                                       |                                             |
| 1988年 | ドラゴンボール 摩訶不思議大冒険                  |                                             |
| 1988年 | 聖闘士星矢 神々の熱き戦い                        |                                             |
| 1988年 | 聖闘士星矢 真紅の少年伝説                        |                                             |
| 1988年 | ビックリマン 第一次聖魔大戦                      |                                             |
| 1988年 | ビックリマン 無縁ゾーンの秘宝                    |                                             |
| 1988年 | 闘将!!拉麵男                                     |                                             |
| 1989年 | 聖闘士星矢 最終聖戦の戦士たち                    |                                             |
| 1989年 | レディ!レディ READY! LADY                        |                                             |
| 1989年 | ひみつのアッコちゃん                             |                                             |
| 1989年 | ひみつのアッコちゃん 海だ! おばけだ!! 夏祭り     |                                             |
| 1989年 | ドラゴンボールZ                                  |                                             |
| 1989年 | 悪魔くん                                         |                                             |

#### 1990年代（劇場アニメ）
| 公開年 | タイトル                                                                          | 備考     |
| ------ | --------------------------------------------------------------------------------- | -------- |
| 1990年 | ドラゴンボールZ この世で一番強いヤツ                                              |          |
| 1990年 | ドラゴンボールZ 地球まるごと超決戦                                                |          |
| 1990年 | ドラゴンボールZ 超サイヤ人だ孫悟空                                                |          |
| 1990年 | 悪魔くん ようこそ悪魔ランドへ!!                                                   |          |
| 1990年 | 魔法使いサリー                                                                    |          |
| 1990年 | Pink みずドロボウあめドロボウ                                                     |          |
| 1990年 | 剣之介さま                                                                        |          |
| 1990年 | 宇宙皇子 天上編                                                                   |          |
| 1991年 | ドラゴンボールZ とびっきりの最強対最強                                            |          |
| 1991年 | まじかる☆タルるートくん                                                           |          |
| 1991年 | まじかる☆タルるートくん 燃えろ!友情の魔法大戦                                     |          |
| 1991年 | ドラゴンクエスト ダイの大冒険                                                     |          |
| 1992年 | ドラゴンボールZ 激突!!100億パワーの戦士たち                                       |          |
| 1992年 | ドラゴンボールZ 極限バトル!!三大超サイヤ人                                        |          |
| 1992年 | まじかる☆タルるートくん すき・すき♡タコ焼きっ!                                    |          |
| 1992年 | ドラゴンクエスト ダイの大冒険 起ちあがれ!!アバンの使徒                            |          |
| 1992年 | ドラゴンクエスト ダイの大冒険 ぶちやぶれ!!新生6大将軍                             |          |
| 1992年 | 三国志 第一部・英雄たちの夜明け                                                   |          |
| 1992年 | 光の風のアーマ                                                                    | 短編映画 |
| 1992年 | キャンディ・キャンディ（リメイク版）                                              |          |
| 1992年 | きんぎょ注意報!                                                                   |          |
| 1992年 | ろくでなしBLUES                                                                   |          |
| 1993年 | ドラゴンボールZ 燃えつきろ!!熱戦・烈戦・超激戦                                    |          |
| 1993年 | ドラゴンボールZ 銀河ギリギリ!!ぶっちぎりの凄い奴                                  |          |
| 1993年 | 三国志 第二部・長江燃ゆ!                                                          |          |
| 1993年 | ろくでなしBLUES 1993                                                              |          |
| 1993年 | Dr.スランプ アラレちゃん んちゃ!ペンギン村はハレのち晴れ                          |          |
| 1993年 | Dr.スランプ アラレちゃん んちゃ!ペンギン村より愛をこめて                          |          |
| 1993年 | 劇場版 美少女戦士セーラームーンR                                                  |          |
| 1993年 | メイクアップ!セーラー戦士                                                         |          |
| 1993年 | 遠い海から来たCOO                                                                 |          |
| 1994年 | ドラゴンボールZ 危険なふたり!超戦士はねむれない                                   |          |
| 1994年 | ドラゴンボールZ 超戦士撃破!!勝つのはオレだ                                        |          |
| 1994年 | 三国志 完結編・遥かなる大地                                                       |          |
| 1994年 | Dr.スランプ アラレちゃん ほよよ!!助けたサメに連れられて…                          |          |
| 1994年 | Dr.スランプ アラレちゃん んちゃ!!わくわくハートの夏休み                           |          |
| 1994年 | 劇場版 美少女戦士セーラームーンS                                                  |          |
| 1994年 | 蒼き伝説シュート!                                                                 |          |
| 1994年 | おさわが!スーパーベビー                                                           |          |
| 1994年 | GS美神・極楽大作戦!!                                                              |          |
| 1994年 | スラムダンク                                                                      |          |
| 1994年 | スラムダンク 全国制覇だ! 桜木花道                                                 |          |
| 1995年 | ドラゴンボールZ 復活のフュージョン!!悟空とベジータ                                |          |
| 1995年 | ドラゴンボールZ 龍拳爆発!!悟空がやらねば誰がやる                                  |          |
| 1995年 | 美少女戦士セーラームーンSuperS セーラー9戦士集結!ブラック・ドリーム・ホールの奇跡 |          |
| 1995年 | スペシャルプレゼント 亜美ちゃんの初恋 美少女戦士セーラームーンSuperS 外伝         |          |
| 1995年 | スラムダンク 湘北最大の危機! 燃えろ桜木花道                                       |          |
| 1995年 | スラムダンク 吠えろバスケットマン魂!! 花道と流川の熱き夏                          |          |
| 1995年 | ママレード・ボーイ                                                                |          |
| 1996年 | ドラゴンボール 最強への道                                                         |          |
| 1996年 | ご近所物語                                                                        |          |
| 1996年 | ゲゲゲの鬼太郎 大海獣                                                             |          |
| 1996年 | (超)劇場版!地獄先生ぬ〜べ〜                                                       |          |
| 1996年 | 金田一少年の事件簿                                                                |          |
| 1997年 | ゲゲゲの鬼太郎 おばけナイター                                                     |          |
| 1997年 | ゲゲゲの鬼太郎 妖怪特急! まぼろしの汽車                                           |          |
| 1997年 | 地獄先生ぬ〜べ〜 午前0時ぬ〜ベ〜死す!                                             |          |
| 1997年 | 地獄先生ぬ〜べ〜 恐怖の夏休み!! 妖しの海の伝説!                                   |          |
| 1997年 | キューティーハニーF                                                               |          |
| 1997年 | 花より男子                                                                        |          |
| 1997年 | たまごっちホントのはなし                                                          |          |
| 1998年 | 蓮如物語                                                                          |          |
| 1998年 | 銀河鉄道999・エターナルファンタジー                                               |          |
| 1999年 | 金田一少年の事件簿2・殺戮のディープブルー                                         |          |
| 1999年 | ドクタースランプ アラレのびっくりバーン                                           |          |
| 1999年 | 遊☆戯☆王                                                                          |          |
| 1999年 | デジモンアドベンチャー                                                            |          |

#### 2000年代（劇場アニメ）
| 公開年 | タイトル                                                                                    | 監督       |
| ------ | ------------------------------------------------------------------------------------------- | ---------- |
| 2000年 | デジモンアドベンチャー ぼくらのウォーゲーム!                                                | 細田守     |
| 2000年 | デジモンアドベンチャー3D デジモングランプリ!                                                | 森田信廣   |
| 2000年 | デジモンアドベンチャー02 前編・デジモンハリケーン上陸!!／後編・超絶進化!!黄金のデジメンタル | 山内重保   |
| 2000年 | ONE PIECE                                                                                   | 志水淳児   |
| 2000年 | おジャ魔女どれみ♯                                                                           | 五十嵐卓哉 |
| 2001年 | デジモンアドベンチャー02 ディアボロモンの逆襲                                               | 今村隆寛   |
| 2001年 | デジモンテイマーズ 冒険者たちの戦い                                                         | 今沢哲男   |
| 2001年 | ONE PIECE ねじまき島の冒険                                                                  | 志水淳児   |
| 2001年 | も〜っと!おジャ魔女どれみ カエル石のひみつ                                                  | 山内重保   |
| 2001年 | キン肉マンII世                                                                              | 小村敏明   |
| 2002年 | デジモンテイマーズ 暴走デジモン特急                                                         | 中村哲治   |
| 2002年 | デジモンフロンティア 古代デジモン（オニスモン）復活!!                                       | 今村隆寛   |
| 2002年 | ONE PIECE 珍獣島のチョッパー王国                                                            | 志水淳児   |
| 2002年 | キン肉マンII世 マッスル人参争奪! 超人大戦争                                                 | 小村敏明   |
| 2003年 | ONE PIECE THE MOVIE デッドエンドの冒険                                                      | 宇田鋼之介 |
| 2004年 | 聖闘士星矢 天界編 序奏〜overture〜                                                          | 山内重保   |
| 2004年 | ONE PIECE 呪われた聖剣                                                                      | 竹之内和久 |
| 2005年 | 劇場版AIR                                                                                   | 出崎統     |
| 2005年 | ONE PIECE THE MOVIE オマツリ男爵と秘密の島                                                  | 細田守     |
| 2005年 | 映画 ふたりはプリキュア Max Heart                                                           | 志水淳児   |
| 2005年 | 映画 ふたりはプリキュア Max Heart 2 雪空のともだち                                          | 志水淳児   |
| 2006年 | ONE PIECE THE MOVIE カラクリ城のメカ巨兵                                                    | 宇田鋼之介 |
| 2006年 | デジモンセイバーズ3D デジタルワールド危機イッパツ!                                          | 西川和宏   |
| 2006年 | デジモンセイバーズ THE MOVIE 究極パワー!バーストモード発動!                                 | 長峯達也   |
| 2006年 | 映画 ふたりはプリキュア Splash Star チクタク危機一髪!                                       | 志水淳児   |
| 2007年 | ONE PIECE エピソードオブアラバスタ 砂漠の王女と海賊たち                                     | 今村隆寛   |
| 2007年 | Dr.マシリト アバレちゃん                                                                    | 長峯達也   |
| 2007年 | 劇場版CLANNAD                                                                               | 出崎統     |
| 2007年 | 映画 Yes!プリキュア5 鏡の国のミラクル大冒険!                                                | 長峯達也   |
| 2008年 | ONE PIECE THE MOVIE エピソードオブチョッパー+冬に咲く、奇跡の桜                             | 志水淳児   |
| 2008年 | 映画 Yes!プリキュア5GoGo! お菓子の国のハッピーバースディ♪                                   | 長峯達也   |
| 2008年 | 劇場版 ゲゲゲの鬼太郎 日本爆裂!!                                                            | 古賀豪     |
| 2009年 | 映画 プリキュアオールスターズDX みんなともだちっ☆奇跡の全員大集合!                          | 大塚隆史   |
| 2009年 | とびだす!3D東映アニメまつり きかんしゃ やえもん                                             | 貝澤幸男   |
| 2009年 | ゲゲゲの鬼太郎 鬼太郎の幽霊電車3D                                                           | 細田守     |
| 2009年 | 映画 フレッシュプリキュア! おもちゃの国は秘密がいっぱい!?                                   | 志水淳児   |
| 2009年 | ONE PIECE FILM STRONG WORLD                                                                 | 境宗久     |

#### 2010年代（劇場アニメ）
| 公開年 | タイトル                                                                   | 監督                       | 備考                                                        |
| ------ | -------------------------------------------------------------------------- | -------------------------- | ----------------------------------------------------------- |
| 2010年 | 映画 プリキュアオールスターズDX2 希望の光☆レインボージュエルを守れ!        | 大塚隆史                   |                                                             |
| 2010年 | 映画 ハートキャッチプリキュア! 花の都でファッションショー…ですか!?         | 松本理恵                   |                                                             |
| 2011年 | 映画 プリキュアオールスターズDX3 未来にとどけ! 世界をつなぐ☆虹色の花       | 大塚隆史                   |                                                             |
| 2011年 | ONE PIECE 3D 麦わらチェイス                                                | 佐藤宏幸                   |                                                             |
| 2011年 | トリコ 3D 開幕!グルメアドベンチャー!!                                      | 志水淳児                   |                                                             |
| 2011年 | 手塚治虫のブッダ -赤い砂漠よ!美しく-                                       | 森下孝三                   |                                                             |
| 2011年 | 映画 スイートプリキュア♪ とりもどせ! 心がつなぐ奇跡のメロディ♪             | 池田洋子                   |                                                             |
| 2012年 | 映画 プリキュアオールスターズNewStage みらいのともだち                     | 志水淳児                   |                                                             |
| 2012年 | 虹色ほたる 〜永遠の夏休み〜                                                | 宇田鋼之介                 |                                                             |
| 2012年 | アシュラ                                                                   | さとうけいいち             |                                                             |
| 2012年 | 映画 スマイルプリキュア! 絵本の中はみんなチグハグ!                         | 黒田成美                   |                                                             |
| 2012年 | ONE PIECE FILM Z                                                           | 長峯達也                   |                                                             |
| 2013年 | 映画 プリキュアオールスターズNewStage2 こころのともだち                    | 小川孝治                   |                                                             |
| 2013年 | ドラゴンボールZ 神と神                                                     | 細田雅弘                   |                                                             |
| 2013年 | 劇場版 トリコ 美食神の超食宝                                               | 座古明史                   |                                                             |
| 2013年 | キャプテンハーロック                                                       | 荒牧伸志                   | CGプロダクション:マーザ・アニメーションプラネット           |
| 2013年 | 映画 ドキドキ!プリキュア マナ結婚!!?未来につなぐ希望のドレス               | 伊藤尚往                   |                                                             |
| 2013年 | BAYONETTA BLOODYFATE                                                       | 木﨑文智                   | 製作委員会参加、アニメーション制作:GONZO                    |
| 2014年 | BUDDHA2 手塚治虫のブッダ -終わりなき旅-                                    | 小村敏明                   |                                                             |
| 2014年 | 映画 プリキュアオールスターズNewStage3 永遠のともだち                      | 小川孝治                   |                                                             |
| 2014年 | 一休さん 反闘公主                                                          | N/A                        | 中国版映画                                                  |
| 2014年 | 聖闘士星矢 Legend of Sanctuary                                             | さとうけいいち             |                                                             |
| 2014年 | 映画 ハピネスチャージプリキュア! 人形の国のバレリーナ                      | 今千秋                     |                                                             |
| 2014年 | 楽園追放 -Expelled from Paradise-                                          | 水島精二                   | 企画・製作、アニメーション制作:グラフィニカ                 |
| 2015年 | 映画 プリキュアオールスターズ 春のカーニバル♪                              | 志水淳児                   |                                                             |
| 2015年 | ドラゴンボールZ 復活の「F」                                                | 山室直儀                   |                                                             |
| 2015年 | 映画 Go!プリンセスプリキュア Go!Go!!豪華3本立て!!!                         | 座古明史 宮本浩史 貝澤幸男 |                                                             |
| 2015年 | デジモンアドベンチャー tri. 第1章「再会」                                  | 元永慶太郎                 | 企画・製作・配給、アニメーション制作協力:颱風グラフィックス |
| 2016年 | デジモンアドベンチャー tri. 第2章「決意」                                  | 元永慶太郎                 | 企画・製作・配給、アニメーション制作協力:颱風グラフィックス |
| 2016年 | 映画 プリキュアオールスターズ みんなで歌う♪奇跡の魔法!                     | 土田豊                     |                                                             |
| 2016年 | ONE PIECE FILM GOLD                                                        | 宮元宏彰                   |                                                             |
| 2016年 | デジモンアドベンチャー tri. 第3章「告白」                                  | 元永慶太郎                 | 企画・製作・配給、アニメーション制作協力:颱風グラフィックス |
| 2016年 | 映画 魔法つかいプリキュア! 奇跡の変身!キュアモフルン!                      | 田中裕太                   |                                                             |
| 2016年 | ポッピンQ                                                                  | 宮原直樹                   | 創立60周年記念作品                                          |
| 2017年 | 映画 プリキュアドリームスターズ!                                           | 宮本浩史                   |                                                             |
| 2017年 | デジモンアドベンチャー tri. 第4章「喪失」                                  | 元永慶太郎                 | 企画・製作・配給、アニメーション制作協力:颱風グラフィックス |
| 2017年 | デジモンアドベンチャー tri. 第5章「共生」                                  | 元永慶太郎                 | 企画・製作・配給、アニメーション制作協力:颱風グラフィックス |
| 2017年 | 映画 キラキラ☆プリキュアアラモード パリッと!想い出のミルフィーユ!          | 土田豊                     |                                                             |
| 2018年 | 劇場版 マジンガーZ / INFINITY                                              | 志水淳児                   |                                                             |
| 2018年 | 映画 プリキュアスーパースターズ!                                           | 池田洋子                   |                                                             |
| 2018年 | デジモンアドベンチャー tri. 第6章「ぼくらの未来」                          | 元永慶太郎                 | 企画・製作・配給、アニメーション制作協力:颱風グラフィックス |
| 2018年 | 映画 HUGっと!プリキュア♡ふたりはプリキュア オールスターズメモリーズ        | 宮本浩史                   |                                                             |
| 2018年 | ドラゴンボール超 ブロリー                                                  | 長峯達也                   |                                                             |
| 2019年 | 映画 プリキュアミラクルユニバース                                          | 貝澤幸男                   |                                                             |
| 2019年 | 映画 おしりたんてい カレーなる じけん                                      | 平山美穂                   | 東映まんがまつり                                            |
| 2019年 | 映画 爆釣バーハンター 謎のバーコードトライアングル!爆釣れ!神海魚ポセイドン | セトウケンジ               | 東映まんがまつり                                            |
| 2019年 | えいが うちの3姉妹                                                         | 大宮一仁                   | 東映まんがまつり                                            |
| 2019年 | りさいくるずー                                                             | べんぴねこ                 | 東映まんがまつり                                            |
| 2019年 | ONE PIECE STAMPEDE                                                         | 大塚隆史                   |                                                             |
| 2019年 | 映画 スター☆トゥインクルプリキュア 星のうたに想いをこめて                  | 田中裕太                   |                                                             |

#### 2020年代（劇場アニメ）
| 公開年 | タイトル                                                                      | 監督            | 備考                                            |
| ------ | ----------------------------------------------------------------------------- | --------------- | ----------------------------------------------- |
| 2020年 | 映画 プリキュアミラクルリープ みんなとの不思議な1日                           | 深澤敏則        |                                                 |
| 2020年 | デジモンアドベンチャー LAST EVOLUTION 絆                                      | 田口智久        | 製作、アニメーション制作:ゆめ太カンパニー       |
| 2020年 | 人体のサバイバル!                                                             | 奈須川充        | 共同制作:ぎゃろっぷ                             |
| 2020年 | 映画 おしりたんてい テントウムシいせきの なぞ                                 | 芝田浩樹        | 東映まんがまつり                                |
| 2020年 | 映画 ふしぎ駄菓子屋 銭天堂 つりたい焼き                                       | 富岡聡          | 東映まんがまつり                                |
| 2020年 | りさいくるずー まもれ!もくようびは資源ごみの日                                | べんぴねこ      | 東映まんがまつり                                |
| 2020年 | 魔女見習いをさがして                                                          | 佐藤順一 鎌谷悠 |                                                 |
| 2021年 | 映画 ヒーリングっど♥プリキュア ゆめのまちでキュン!っとGoGo!大変身!!           | 中村亮太        |                                                 |
| 2021年 | 映画 トロピカル〜ジュ!プリキュア 雪のプリンセスと奇跡の指輪!                  | 志水淳児        |                                                 |
| 2021年 | 映画 おしりたんてい スフーレ島のひみつ                                        | N/A             | 東映まんがまつり                                |
| 2021年 | 深海のサバイバル!                                                             | 入好さとる      | 東映まんがまつり                                |
| 2021年 | 劇場版 美少女戦士セーラームーン Eternal                                       | 今千秋          | 共同制作:スタジオディーン                       |
| 2021年 | Tokyo 7th シスターズ -僕らは青空になる-                                       | 北川隆之        | 制作、アニメーション制作:LandQ studios          |
| 2021年 | ジャーニー 太古アラビア半島での奇跡と戦いの物語                               | 静野孔文        | 共同制作:マンガプロダクションズ                 |
| 2022年 | 映画おしりたんてい シリアーティ                                               | 門由利子        |                                                 |
| 2022年 | ドラゴンボール超 スーパーヒーロー                                             | 児玉徹郎        |                                                 |
| 2022年 | ONE PIECE FILM RED                                                            | 谷口悟朗        |                                                 |
| 2022年 | 映画 デリシャスパーティ♡プリキュア 夢みる♡お子さまランチ!                     | 座古明史        |                                                 |
| 2022年 | THE FIRST SLAM DUNK                                                           | 井上雄彦        | 共同制作:ダンデライオンアニメーションスタジオ   |
| 2023年 | 劇場版 美少女戦士セーラームーン Cosmos                                        | 高橋友也        | 共同制作:スタジオディーン                       |
| 2023年 | 映画 プリキュアオールスターズF                                                | 田中裕太        |                                                 |
| 2023年 | デジモンアドベンチャー02 THE BEGINNING                                        | 田口智久        | 製作、アニメーション制作:ゆめ太カンパニー       |
| 2023年 | 鬼太郎誕生 ゲゲゲの謎                                                         | 古賀豪          |                                                 |
| 2024年 | 映画おしりたんてい さらば愛しき相棒（おしり）よ                               | セトウケンジ    |                                                 |
| 2024年 | わんだふるぷりきゅあ!ざ・むーびー! ドキドキ♡ゲームの世界で大冒険!             | 宮原直樹        |                                                 |
| 2024年 | あめだま                                                                      | 西尾大介        | 製作、制作:ダンデライオンアニメーションスタジオ |
| 2025年 | 映画 おしりたんてい スター・アンド・ムーン                                    | 芝田浩樹        |                                                 |
| 2025年 | 映画 キミとアイドルプリキュア♪ お待たせ!キミに届けるキラッキライブ!           | 小川孝治        |                                                 |
| 2025年 | 「ガールズバンドクライ」劇場版総集編 前編『青春狂走曲』・後編『なぁ、未来。』 | 未公表          |                                                 |
| 2026年 | 楽園追放 心のレゾナンス                                                       | 未公表          |                                                 |

### OVA
| 発売年 | タイトル                                                         | 備考                                                                           |
| ------ | ---------------------------------------------------------------- | ------------------------------------------------------------------------------ |
| 1986年 | 戦え!超ロボット生命体トランスフォーマー スクランブルシティ発動編 |                                                                                |
| 1986年 | 湘南爆走族 残された走り屋たち                                    |                                                                                |
| 1986年 | G.I.ジョー ザ・ムービー                                          | 制作元請:サンボウ・プロダクション/マーベル・プロダクション、アニメーション制作 |
| 1987年 | 湘南爆走族II 1/5 LONELY NIGHT                                    |                                                                                |
| 1987年 | 湘南爆走族III 10オンスの絆                                       |                                                                                |
| 1987年 | 勝利投手                                                         | 共同製作:東北新社、東映ビデオ                                                  |
| 1988年 | 湘南爆走族IV ハリケーン・ライダーズ                              |                                                                                |
| 1988年 | Crying フリーマン                                                | -1994年                                                                        |
| 1989年 | 湘南爆走族V 青ざめた暁                                           |                                                                                |
| 1989年 | 左のオクロック!!                                                 |                                                                                |
| 1990年 | 湘南爆走族VI GT380ヒストリー                                     |                                                                                |
| 1990年 | トランスフォーマーZ                                              |                                                                                |
| 1991年 | 湘南爆走族VII スポ根マッド・スペシャル                           |                                                                                |
| 1991年 | 3×3 EYES                                                         |                                                                                |
| 1992年 | 湘南爆走族VIII 赤い星の伝説                                      |                                                                                |
| 1992年 | リトルツインズ                                                   | -1993年、共同製作:KSS、ヒーロー・コミュニケーションズ                          |
| 1993年 | 湘南爆走族IX 俺とお前のGOOD LUCK!                                |                                                                                |
| 1993年 | 仮面ライダーSD                                                   |                                                                                |
| 1995年 | 湘南爆走族X FROM SAMANTHA                                        |                                                                                |
| 1996年 | 湘南爆走族XI 喧嘩の花咲く修学旅行                                |                                                                                |
| 1996年 | エンジェル伝説                                                   |                                                                                |
| 1999年 | 湘南爆走族XII 完結篇 桜吹雪の卒業式                              |                                                                                |
| 2000年 | 伝心 まもって守護月天!                                           | -2001年                                                                        |
| 2003年 | 聖闘士星矢 冥王ハーデス編                                        | -2008年                                                                        |
| 2004年 | インタールード                                                   |                                                                                |
| 2005年 | イリヤの空、UFOの夏                                              |                                                                                |
| 2010年 | Halo Legends エピソード5【Odd One Out】                          |                                                                                |
| 2012年 | 金田一少年の事件簿 「黒魔術殺人事件」                            | -2013年、※20周年コミックス3・4巻DVD付き限定版                                  |
| 2019年 | デジモンアドベンチャー20th メモリアルストーリー                  | -2020年、アニメーション制作:ゆめ太カンパニー                                   |

### 実写映画参加作品
| 公開年 | タイトル                       | 備考               |
| ------ | ------------------------------ | ------------------ |
| 2004年 | デビルマン                     | VFX                |
| 2004年 | キューティーハニー             | アニメ、VFX        |
| 2005年 | 男たちの大和/YAMATO            | VFX                |
| 2006年 | 最終兵器彼女                   | VFX                |
| 2007年 | 俺は、君のためにこそ死ににいく | VFX                |
| 2007年 | 蒼き狼 〜地果て海尽きるまで〜  | VFX                |
| 2008年 | ハッピーフライト               | VFX                |
| 2009年 | ヤッターマン                   | VFX                |
| 2018年 | ママレード・ボーイ             | 製作委員会メンバー |
| 2022年 | 大怪獣のあとしまつ             | VFX                |
| 2022年 | ハケンアニメ!                  | 監修               |
| 2023年 | シン・仮面ライダー             | VFX                |

### コンピュータゲーム
| 発売年 | タイトル                                 | 機種                   | 備考                                              |
| ------ | ---------------------------------------- | ---------------------- | ------------------------------------------------- |
| 1986年 | バルトロン                               | ファミリーコンピュータ |                                                   |
| 1986年 | 北斗の拳                                 | ファミリーコンピュータ |                                                   |
| 1986年 | 長靴をはいた猫 世界一周80日大冒険        | ファミリーコンピュータ |                                                   |
| 1987年 | 北斗の拳2 世紀末救世主伝説               | ファミリーコンピュータ |                                                   |
| 1987年 | SWAT                                     | ファミリーコンピュータ |                                                   |
| 1988年 | スケバン刑事III                          | ファミリーコンピュータ |                                                   |
| 1988年 | 仮面の忍者 赤影                          | ファミリーコンピュータ |                                                   |
| 1988年 | ファイティングロード                     | ファミリーコンピュータ |                                                   |
| 1989年 | 北斗の拳3 新世紀創造 凄拳列伝            | ファミリーコンピュータ |                                                   |
| 1989年 | 北斗の拳 凄絶十番勝負                    | ゲームボーイ           |                                                   |
| 1989年 | 新里見八犬伝 光と闇の戦い                | ファミリーコンピュータ |                                                   |
| 1990年 | もっともあぶない刑事                     | ファミリーコンピュータ |                                                   |
| 1990年 | ブラッディ・ウォリアーズ                 | ファミリーコンピュータ |                                                   |
| 1991年 | 北斗の拳4 七星覇拳伝 北斗神拳の彼方へ    | ファミリーコンピュータ |                                                   |
| 1991年 | 雷電伝説                                 | スーパーファミコン     |                                                   |
| 1992年 | 北斗の拳5 天魔流星伝 哀★絶章             | スーパーファミコン     |                                                   |
| 1992年 | 北斗の拳6 激闘伝承拳 覇王への道          | スーパーファミコン     |                                                   |
| 1993年 | 北斗の拳7 聖拳列伝 伝承者への道          | スーパーファミコン     |                                                   |
| 1999年 | 魔女っ子大作戦                           | PlayStation            |                                                   |
| 2010年 | こえであそぼう ハートキャッチプリキュア! | ニンテンドーDS         |                                                   |
| 2012年 | スタプラ!                                | 携帯電話ゲーム         | -2014年、携帯電話ゲーム、共同開発:コロプラ        |
| 2014年 | 円環のパンデミカ                         | iOS/Android            |                                                   |
| 2016年 | 拡張少女系トライナリー                   | iOS/Android            | 共同開発:コーエーテクモゲームス（ガストブランド） |
| 2020年 | CLEARWORLD -クリアワールド-              | Windows                | 共同開発:プラス81                                 |
| 2025年 | ノロイカゴ ゲゲゲの夜                    | Steam                  | 共同開発:トイジアム                               |

### レーザーディスクゲーム
| 発売年 | タイトル             | 備考 |
| ------ | -------------------- | --- |
| 1984年 | アルベガス           | 販売元:セガ |
| 1984年 | サンダーストーム     | 販売元:データイースト |
| 1984年 | 忍者ハヤテ           | 販売元:タイトー |
| 1985年 | 宇宙戦艦ヤマト       | 販売元:タイトー |
| 1985年 | タイムギャル         | 販売元:タイトー |
| 1985年 | ロードブラスター     | 販売元:データイースト |
| 1985年 | キャッシングストーン | 発売元:データイースト |
| 1986年 | Freedom Fighter      | 発売元:ミレニアムゲームプロダクツ、海外のみリリース、「銀河鉄道999」と「さよなら銀河鉄道999」の一部を加われる新作シーンが作成された |

### CM
| 公開年 | 題名                                                  | 備考                              |
| ------ | ----------------------------------------------------- | --------------------------------- |
| 2014年 | スズキ・ハスラー『Dr.スランプ アラレちゃん』篇        | アニメーション制作                |
| 2014年 | スズキ・ハスラー『クリスマス アラレちゃん』篇         | アニメーション制作                |
| 2014年 | スズキ・ハスラー『感謝をこめて 特別仕様車・決算付』篇 | アニメーション制作                |
| 2015年 | スズキ・ハスラー『コラージュ』篇                      | アニメーション制作                |
| 2015年 | スズキ・ハスラー『ワクワク広がれ』篇                  | アニメーション制作                |
| 2016年 | スズキ・ハスラー『ワクワクがズラリ』篇                | アニメーション制作                |
| 2017年 | スズキ・ハスラー『ぴたっ！と安全』篇                  | アニメーション制作                |
| 2019年 | カップヌードル『HUNGRY DAYS ワンピース ゾロ』篇       | 監修、アニメーション制作:シャフト |
| 2019年 | カップヌードル『HUNGRY DAYS ワンピース ナミ』篇       | 監修、アニメーション制作:シャフト |

### その他
| 年       | タイトル                                                                 | 備考                                                                                 |
| -------- | ------------------------------------------------------------------------ | ------------------------------------------------------------------------------------ |
|          | 不二家の時間                                                             | オープニングキャッチを制作                                                           |
| 1968年   | おかしなおかしな星の国                                                   |                                                                                      |
| 1975年   | 世界名作童話 まんがシリーズ                                              | - 1983年、8ミリ短編映画                                                              |
| 1980年   | 宇宙戦士バルディオス                                                     | - 1981年、各話制作協力                                                               |
| 1987年   | トランスフォーマー ザ・リバース                                          | OPアニメーション制作、元請：AKOM                                                     |
| 1987年   | ティーンエイジ・ミュータント・ニンジャ・タートルズ                       | - 1996年、制作協力 元請：ムラカミ・ウルフ・スウェンソン                              |
| 1988年   | 新世紀ロボユーバロット誕生!                                              | 館内アニメ                                                                           |
|          | おまじないアイドル・リリカルレナ→リリカルレナ・エンジェルパーティー      | セイカノート（現：サンスター文具）との共同展開によるオリジナル女児用文具プロジェクト |
| 1993年   | ソニック・ザ・ヘッジホッグCD                                             | アニメーション制作（OP/ED）、メガCD用ソフト                                          |
| 1993年   | 美少女戦士セーラームーン                                                 | - 2005年、ミュージカル                                                               |
|          | 新婚さんいらっしゃい!                                                    | 番組オープニングのタイトルアニメを制作                                               |
| 1997年   | もののけ姫                                                               | 制作元請：スタジオジブリ、仕上、劇場映画                                             |
| 1999年   | クロノ・トリガー                                                         | アニメーション制作、PlayStation用ソフト                                              |
| 1999年   | 動物のカメちゃん                                                         | 同社ホームページにゲームがある                                                       |
| 2001年   | セガガガ                                                                 | アニメーション制作、ドリームキャスト用ソフト                                         |
| 2006年   | 白蛇伝〜White Lovers〜                                                   | ミュージカル、創立50周年記念作品                                                     |
| 2009年 - | 農業ムスメ!                                                              | マッグガーデンとの共同メディアミックス企画                                           |
| 2010年   | ゲゲゲの女房                                                             | 番組オープニングや妖怪などのアニメーションを制作                                     |
| 2010年   | 水木しげるの遠野物語                                                     | 館内アニメ                                                                           |
| 2010年   | 鉄拳戦士アイアン・キッド                                                 | 日本語版制作                                                                         |
| 2011年   | 魔法少女 鬼塚さくら                                                      | 漫画原作、作画：小林マサト                                                           |
| 2012年   | 平清盛                                                                   | CG制作                                                                               |
| 2014年   | ラブライブ!                                                              | 第2期、制作元請：サンライズ、OP3DCG                                                  |
| 2015年   | まほう×少年×Days!!!!!                                                    | フロンティアワークスとの共同企画。同名ドラマCD第1巻アニメーションPV                  |
| 2016年   | 帰ってきた手裏剣戦隊ニンニンジャー ニンニンガールズVSボーイズ FINAL WARS | アニメーションパート制作                                                             |
| 2017年   | 映画 妖怪ウォッチ シャドウサイド 鬼王の復活                              | 制作元請：OLM、協力、劇場映画                                                        |
| 2018年   | 声ガール!                                                                | アニメーション監修                                                                   |
| 2019年   | なつぞら                                                                 | アニメーション制作                                                                   |
| 2020年   | アニマルセラトピア                                                       | MAGES.との共同企画                                                                   |
| 2022年   | 映画 五等分の花嫁                                                        | 制作元請：バイブリーアニメーションスタジオ、制作協力、劇場映画                       |
| 2022年   | サマナーズウォー/召喚士大戦                                              | 企画、同名ゲームの小説化                                                             |
| 2023年   | 電殿神伝-DenDekaDen-                                                     | Strataとの協業、NFTプロジェクト                                                      |
| 2023年   | 『Dancing☆Starプリキュア』The Stage                                      | 主催・企画・製作、舞台作品                                                           |
| 2024年   | キン肉マン 完璧超人始祖編                                                | 制作元請：Production I.G、製作委員会参加                                             |
| 2025年   | 地獄先生ぬ〜べ〜（2025年版）                                             | 制作元請：スタジオKAI、製作委員会参加                                                |

## 関連会社

### 連結子会社
- 株式会社タバック
- 東映アニメーション音楽出版株式会社
- TOEI ANIMATION PHILS., INC.
- TOEI ANIMATION ENTERPRISES LIMITED（香港現地法人）
- TOEI ANIMATION INCORPORATED（アメリカ合衆国現地法人、ロサンゼルス）
- TOEI ANIMATION EUROPE S.A.S.（フランス共和国現地法人、パリ）
- TA KZ Film Kft.（ハンガリー現地法人、ノーグラード）

### 持分法適用会社
- 株式会社AMAZONLATERNA（映像制作会社、前身企業のラテルナが東映アニメーションの元子会社として発足、現在はティ・ジョイ傘下）
- 東映ビデオ株式会社
- 株式会社東映京都スタジオ

### 非連結子会社
- TOEI DOGA US Service, INC.
- TOEI DOGA US Productions, LLC
- TOEI DOGA US Entertainment, LLC
- TOEI ANIMATION (SHANGHAI) CO., LTD.（中国現地法人、上海、2017年6月設立）
- 東映動漫（上海）実業有限公司（TOEI ANIMATION ENTERPRISES LIMITEDと上海東今企業管理諮詢有限公司との合弁会社、2020年11月設立[196]）
- 株式会社FLARE CREATORS（オリジナルコンテンツの企画・プロデュース、東映との折半出資で2023年6月に設立[197]）

### その他関係会社
- 東映株式会社
- 株式会社テレビ朝日
- 株式会社バンダイナムコエンターテインメント（兄弟会社としての扱い）
- 株式会社アニュータ（音楽配信サービス、発足時に東映アニメーション音楽出版が参画。2022年7月のサービス終了後は休眠状態）
- 株式会社TENH ANIMATION MAGIC（SOLA DIGITAL ARTSとサンジゲンの共同設立によるCGアニメーションスタジオ、東映アニメーションも経営に参画）
- 株式会社ダンデライオンアニメーションスタジオ（2018年8月に資本業務提携[198]）
- 株式会社アナライズログ（インフルエンサーエージェント事業、2019年12月に資本業務提携[199]）

## 関連人物

### 歴代社長
1. 大川博（1956年 - 1964年）
2. 山崎李四郎（1964年）
3. 山梨稔（1964年 - 1971年）
4. 高橋勇（1971年 - 1972年）
5. 登石雋一（1972年 - 1974年）
6. 今田智憲（1974年 - 1993年）
7. 泊懋（1993年 - 2003年）
8. 高橋浩（2003年 - 2012年）
9. 高木勝裕（2012年 - ）

### 現役員
- 森下孝三（東映アニメーション代表取締役会長）
- 重村一（ニッポン放送取締役会長、東映アニメーション社外取締役）[200][201]

### 企画
- 清水慎治
- 関弘美
- 鷲尾天

### アニメーター・演出家
- 青山充（作画）
- 浅沼昭弘（作画）
- 芦田豊雄（作画・演出）
- 荒木伸吾（作画）
- 五十嵐卓哉（演出）
- 幾原邦彦（演出）
- 稲上晃（作画）
- 井上栄作（作画）
- 入好さとる（作画）
- 今沢哲男（演出）
- 今村隆寛（演出）
- 上野ケン（作画）
- 宇田鋼之介（演出）
- 内山正幸（作画）
- 馬越嘉彦（作画）
- 梅澤淳稔（演出・製作）
- うるし原智志（作画）
- 海老沢幸男（作画）
- 大田朱美（作画）
- 大塚康生（作画）
- 大西陽一（作画）
- 岡迫亘弘 (作画)
- 奥山玲子（作画）
- 貝澤幸男（演出）
- 角銅博之（演出）
- 葛西治（演出）
- 勝間田具治（演出）
- 金田伊功（作画）
- 椛島義夫（作画）
- 川村敏江（作画）
- 木村圭市郎（作画）
- 楠部大吉郎（作画）
- 小泉昇（作画）
- 香西隆男（作画）
- 古賀豪（演出）
- 小田部羊一（作画）
- 小松原一男（作画）
- 小村敏明（演出）
- 小林治（演出）
- 紺野修司（作画）
- 佐々門信芳（作画）
- 境宗久（演出）
- 佐藤元（作画）
- 佐藤順一（演出）
- 設楽博（演出）
- 芝田浩樹（演出）
- 芝山努（演出）
- 志水淳児（演出）
- 白土武（作画・演出）
- 杉井ギサブロー（演出）
- すしお（作画）
- 芹川有吾（演出）
- 高畑勲（演出）
- 高橋信也（作画）
- 田口勝彦（演出）
- 竹田欣弘（作画）
- 舘直樹（作画）
- 田中裕太（演出、- 2024年1月[202]）
- 爲我井克美（作画）
- 月岡貞夫（作画）
- 角田紘一（作画）
- 中尾幸彦（演出）
- 永樹凡人（演出）
- 中鶴勝祥（作画）
- 長峯達也（演出）
- 中村和子（作画）
- 西尾大介（演出）
- 西沢信孝（演出）
- 西田達三（作画）
- 新田義方（演出）
- 長谷川眞也（作画）
- 濱洲英喜（作画）
- 姫野美智（作画）
- 福田道生（作画・演出）
- 細田雅弘（演出）
- 細田守（演出）
- 三塚雅人（演出）
- 宮崎駿（演出）
- 宮原直樹(作画)
- 宮本浩史（演出）
- 森利夫（作画）
- 藪下泰司（演出）
- 山下高明（作画）
- 山室直儀（作画）
- りんたろう（演出）

### 脚本家
- 伊藤睦美
- 影山由美
- 三条陸
- 田中仁
- 成田良美
- まさきひろ
- 村山功
- 山田隆司（栗山緑）
- 米村正二

### プロデューサー
- 今田智憲
- 金丸裕
- 神木優
- ギャルマト・ボグダン
- 柴田宏明
- 七條敬三
- 内藤圭祐
- 原徹
- 平山理志
- 森山義秀
- 柳川あかり
- 若林豪
- 渡邊亮徳

### 美術デザイン
- 佐藤千恵
- 増田竜太郎
- 行信三 (カルロス・ユキ)
- ゆきゆきえ
- 吉池隆司
- 渡辺佳人

### 色彩設計
- 小日置知子
- 佐久間ヨシ子
- 沢田豊二
- 塚田劭
- 辻田邦夫 (國音邦生)
- 堀田哲平

### CG監督
- 中沢大樹
- 宮原直樹
- 川崎健太郎
- さとうえい
- 加藤康弘
- 能沢諭
- 牧野快
- 宮本浩史
- 日向学
- 鎌田匡晃
- 小林真理
- 鄭載薫
- 高橋友彦

### 製作担当
- 風間厚徳
- 額賀康彦
- 柳義明
- 坂井和男
- 樋口宗久
- 山崎尊宗

## 同社スタッフ・OBが独立・起業した会社

### 現在
- シンエイ動画（旧：Aプロダクション） - アニメーターを務めた楠部大吉郎が芝山努、小林治、椛島義夫、森下圭介と共に独立し1965年に設立。
- ICHI（旧：ナック）- 出身の林静一、小柳朔郎、月岡貞夫らが虫プロダクション出身の西野清市と共に発起人となり1967年に設立。1996年にアニメ制作事業からは撤退。
- 動画工房 - 出身の古沢日出夫が日動新プロ、Fプロなどを経て1973年に設立[203]。
- 白組 - 出身の島村達雄が学習研究社（後の学研ホールディングス）、東京コマーシャルを経て1974年に設立[204]。
- 亜細亜堂 - アニメーターを務めた芝山努、小林治がシンエイ動画を経て山田みちしろと共に独立し1978年に設立。
- ダンガン・ピクチャーズ - 出身の髙野顕、鈴木徹、浅川真一、和田裕一が1994年に設立。
- ダンデライオンアニメーションスタジオ - 出身の西川和宏が2007年に設立[205]。
- スタジオ地図 - 出身の細田守がマッドハウス出身のプロデューサーである齋藤優一郎と2011年に設立。
- ビー・バード - 出身の鵜飼浩史がトムス・エンタテインメントを経て2013年に設立[206]。
- 林撮影舎 - 出身の林昭夫がスタジオコスモス、ピー・アール・エーを経て設立。

### 過去
- チルドレンズ・コーナー - 出身の山本善次郎とその責任者を務めた東映動画三幸スタジオと東映動画大森分室が独立し設立。1968年解散。
- ハテナプロ - 出身の香西隆男、永樹凡人、小泉謙三、我妻宏が設立。
- 小林プロダクション - 出身の小林七郎が現代製作集団を経て設立。
- ネオメディアプロダクション - 出身の木村圭市郎が設立。2018年事業休止。
- ジュニオ ブレイン トラスト - 出身の香西隆男がハテナプロを経て設立。2004年に実制作から撤退。
- トップクラフト - 出身の原徹が設立。1985年にスタジオジブリへと改組する形で解散。
- スタジオ座円洞 - 出身の向中野義雄が設立。2016年休眠。
- 夢弦館 - 出身の椛島義夫がAプロダクション、スタジオ古留美を経て設立。2017年解散。
- ハルフィルムメーカー - 出身の春田克典が設立。2009年解散。

## 不祥事・トラブル・事件・アクシデント

### 買いたたきの事例
2014年12月17日、委託契約を結んでいる原画制作者、CGクリエーター約400人に対する報酬を消費税増税後も据え置く「買いたたき」を行ったとして、公正取引委員会より消費税転嫁対策特別措置法に基づく再発防止の勧告を受けた。委員会の調査後、4-9月分の差額約2千万円を支払った。

### 異動および通名使用問題
東映アニメーションで2013年ごろから演出として契約社員で働いていた人物（以下A）が、作画監督へ指示を出したところ大きな声で怒鳴られ、そのことを、上司に相談をすると、「働きバチが必要だ」「（作画監督を）だまくらかして使うんだ」などと指導を受けた。そのことについて、Aが異議を唱えると、Aの知らない間に異動願いが出され、演出から演出助手への契約変更を迫られ、さらに事務職の契約に変更させられた。1か月だけ、ということで契約書にサインをすると、異動先はアニメスタジオとは別棟で、しかも仕事の内容はダンボールの詰め込みなど、典型的な追い出し部屋であった。Aは社内のホットラインにも通報し、なんとか演出助手までには戻ることができたが、後日、上からは「Aさんに演出の仕事は絶対にさせないように」というメールが現場に一斉送信されてしまった。
Aは労働組合「プレカリアートユニオン」に出会い、そこに加入し、東映アニメーション側に対して、団体交渉を申し込んだものの、東映アニメーション側は団体交渉に必要であった「就業規則等の資料」を提出せず、Webのみで行うという不誠実な態度であった。この団体交渉を担当していたプレカリアートユニオンの役員は、当時の状況について「先方はあえて論点をズラしてきたり、議論をかき乱すような不誠実な態度でした」とした上で「こうしたケースは時折あります。あくまで推測ですが、会社側の担当弁護士が『労働組合なんてまともに相手にする必要はない、そのうち疲れて諦めるでしょう』といったアドバイスをしている可能性はあります」と述べている。この団体交渉はオンラインという形で3回ほど行われたが、決着を見ず、4回目の団体交渉の時に、Aと労働組合側に、オンライン会議で用いるアドレスが受信されず、プレカリアートユニオンの役員が東映アニメーションに電話で、東映アニメーション側の担当者やその弁護士は東映アニメーションにいたことが確認したため、東映アニメーションに向かったものの、「いざ行ってみると、会社が入っているビルの1階エレベーターを警備員が封鎖していました。私たちがエレベーターに乗ろうとすると、会社側の弁護士が『酷いじゃないですか』など、私たちがあたかも乱暴なことをして乗り込んできているような言い方をして、警備員を使って追い出してきました」と当時の状況を振り返る。
プレカリアートユニオンは2021年1月7日、東京都労働委員会に不当労働行為救済を申し立てた。申し立てのきっかけは、契約社員の人事考課問題についての団体交渉時が不誠実であったためだが、LGBTの当事者で労働組合「プレカリアートユニオン」側の担当者が、通称を名乗った際に、東映アニメーション側が「偽名ではないか」という理由で団体交渉を拒否した。2021年1月12日にプレカリアートユニオンが行った記者会見で、LGBTの当事者に名前の確認をしたことは差別的で不当な労働行為に該当すると主張した。会見で、プレカリアートユニオンの書記長は「表現者である東映アニメーションが性的少数者を差別するのは許せない」と述べている。
それ以降、団体交渉は行われず、書面という形でやり取りをしていた矢先に、東映アニメーション側から「（プレカリアートユニオンの役員が）偽名を用いており、本名は『◯◯』だという指摘があった」とした上で「（東映アニメーションと労働組合との間の）信頼関係を大きく毀損した」と記した文書が発送されてきた。実は、団体交渉の間に、プレカリアートユニオンの役員が通称名をしていることを、このプレカリアートユニオンを非難している、ある第三者が漏らしてしまい、それを基に、東映アニメーション側はプレカリアートユニオンに対して、「（プレカリアートユニオンの役員が）”偽名”を使っている」として、戸籍上の名前を見た上で、東映アニメーション側に、「信頼関係を毀損した」と言ってきたといういきさつがあった。プレカリアートユニオンの役員は「まず偽名ではなく、私が性的マイノリティの当事者で、戸籍上の名前とは異なる名前を使っていることは伝えました」と行動したが、東映アニメーション側は、これを理由に「団体交渉はできない」とかたくなに拒否し続けた。
これについて、Aは「これまでも明らかに会社の態度は不誠実でひどいものでしたが、ここまでひどいのかと。まさかこんなことまで言ってくるとは思いもしませんでした」と述べ、プレカリアートユニオンの役員は「東映アニメーションの『プリキュア』シリーズは、性のあり方に関しても希望を感じられるメッセージを発信し、日本だけでなく世界中に影響を与えていると思います。そんな会社だからこそ、こんなことをやってしまえるのかと深く失望しました」と抗議している。

### 社内ネットワークへの不正アクセス
2022年3月6日に、社内ネットワークが第三者による不正アクセスを受けたことを確認し、7日付で公表した。関係機関への報告を行うとともに、外部の専門機関による調査を進めるほか、社内システムの一部を停止し、外部からのアクセスも遮断した。
この社内システムの一部停止を受けて、2022年3月時点で制作しているテレビアニメ4作品（『ドラゴンクエスト ダイの大冒険』『デリシャスパーティ♡プリキュア』『デジモンゴーストゲーム』『ONE PIECE』）の放映スケジュールに影響が出ることを11日に明らかにした。このうち、『ドラゴンクエスト ダイの大冒険』に関しては、3月12日に放送する予定であった第73話の放送を延期した上で、「ベストセレクション」として、第31話の再放送に切り替えた。『デリシャスパーティ♡プリキュア』に関しては、3月13日は過去の作品を再編集した上で放送を行うことを、3月11日に放送されたテレビ朝日制作の夕方のニュース情報番組である『スーパーJチャンネル』の番組内で伝えた。その後、3月13日の放送では「おさらいセレクション」として第4話を放送し、3月20日から4月3日までは『映画 HUGっと!プリキュア♡ふたりはプリキュア オールスターズメモリーズ』を3週に分けて分割放送することになった。また、『デジモンゴーストゲーム』と『ONE PIECE』に関しては、3月13日はもともとスポーツ中継（名古屋ウィメンズマラソン2022・東海テレビ制作）が編成されていたため休止となっていた。3月20日以降は、過去に放送したエピソードを再放送した。その後4月6日に各作品の公式サイトなどにおいて、4月16日・17日より順次放送再開することが発表された。
また、3月18日には映画『ドラゴンボール超 スーパーヒーロー』についても製作が困難になったことから、公開日を当初予定されていた4月22日から延期すると発表。4月14日には新たな公開日が6月11日に決まったことが発表された。
4月28日付で社内システムおよび通常業務・作品製作の正常化を正式発表するとともに調査結果を公表、この中で従業員が業務上必要となるソフトウェアを外部ウェブサイトからダウンロードした際、同時にランサムウェア侵入の起点となるソフトウェアもダウンロードされるよう当該ウェブサイトが改ざんされており、これによって第三者による不正アクセスが行われ、社内サーバやパソコン端末の一部データがランサムウェアに感染、暗号化されたことを明らかにしている。その一方で個人情報をはじめとする情報流出は確認されておらず、取引先などへの被害についても報告されていないとも発表している。また、今後の再発防止策として、従業員に対するセキュリティ教育の向上ならびに不正アクセスへの対応体制強化を行うとしている。